# Симферополь
Симферо́поль (укр. Сімферополь, крымскотат. Акъмесджит, Aqmescit) — город в центре Крымского полуострова, расположенный на реке Салгир. Крупный город полуострова, политический, экономический и культурный центр (Автономной) Республики Крым.
Является центром городского округа Симферополь (Симферопольского горсовета) и Симферопольского района, но в состав последнего не входит, являясь городом республиканского подчинения.
В течение XX века был столицей Социалистической советской республики Тавриды, Крымского краевого правительства, Крымской социалистической советской Республики, Крымской Автономной Советской Социалистической Республики и Крымской области.
В античные времена на территории современного города располагалась столица Скифского царства Неаполь Скифский.

## Этимология
Название Симферополь город получил в 1784 году в соответствии с модой того времени давать псевдогреческие название городам на присоединённых к России южных землях. Симферополь (др.-греч. ἡ Συμφερούπολις /и симферу́полис/) может переводиться с древнегреческого как город общего блага, город пользы, город-собиратель (Συμφερω — собирать, или Συμφερον — польза + πόλις — город) или «сим» + «феро» — всё несу.
На крымскотатарском языке город называется  Акъмесджит, Aqmescit, что в переводе на русский значит белая мечеть («акъ» — белый, «месджит» — мечеть).

## История
Первые поселения человека на территории нынешнего Симферополя появились ещё в доисторическую эпоху в пещере Чокурча, но наиболее известным из древних предшественников города является Неаполь-Скифский — столица позднескифского государства, возникший примерно в III веке до н. э. и предположительно разрушенный готами в III веке н. э. Развалины Неаполя находятся сейчас в районе Петровской балки на левом берегу реки Салгир.
На протяжении раннего Средневековья крупного городского поселения на территории Симферополя не существовало. В период господства кыпчаков и Золотой Орды существовало небольшое поселение, называвшееся Керменчик (в переводе с крымскотатарского маленькая крепость, крепостца).
В период Крымского ханства возник город Акмесджит, в русских источниках известный как Акмечет, Ак-Мечеть, Акмечит (с крымскотатарского «белая мечеть», в тюркских языках, в том числе и в крымскотатарском, «акъ», то есть белым, называли запад, в отличие от «кок» — голубой, которым назывался восток), который был резиденцией калги — второго человека в государстве после хана. Дворец калги-султана находился на берегу Салгира в нынешней Петровской балке. Кварталы, построенные в те времена, называются ныне Старым городом. Этот район примерно ограничен улицами Ленина (до революции Губернаторская), Севастопольской, Крылова (Кладбищенская) и Красноармейской (Армейская). Старый город отличается типичной для восточных городов планировкой с узкими короткими и кривыми улицами. Османский путешественник XVII века Эвлия Челеби писал, что "это благоустроенный город с домами … двухэтажными, с выложенными из камня стенами. Все дома просторные. Имеется двести лавок. … Имеется три постоялых двора для купцов.

Герб Симферополя в 1844—1920 годах

В 1736 году городок был разорён войсками графа Б. К. Миниха в ходе Русско-турецкой войны 1735—1739 годов. Был разрушен дворец калги-султана.

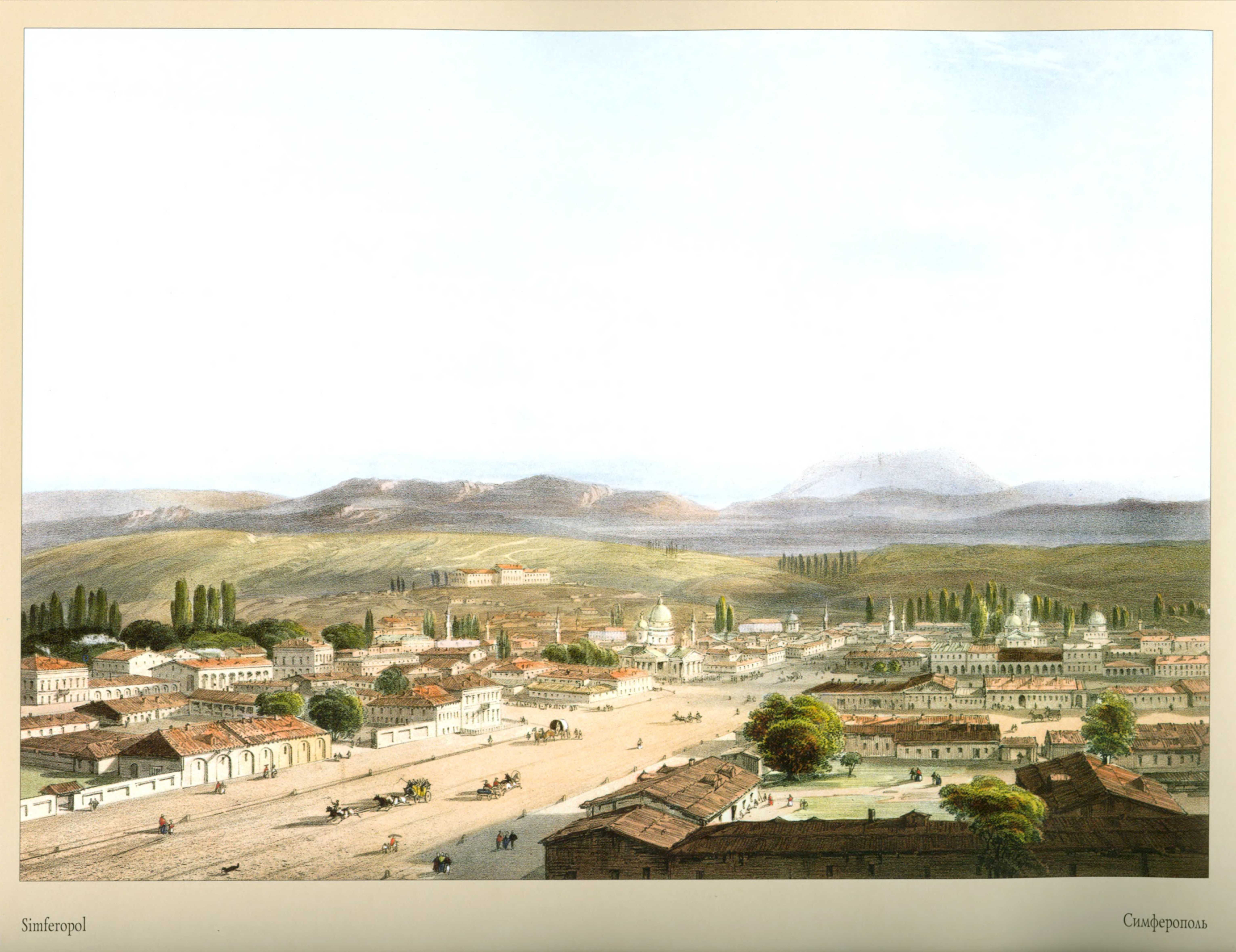
Симферополь. Карло Боссоли. Из альбома «Пейзажи и достопримечательности Крыма», Лист 34 (1856).

После присоединения Крыма к Российской империи в 1783 году было принято решение сделать центром образованной на большей части земель Крымского ханства Таврической области поселение Ак-Мечеть. Поэтому официальной датой основания Симферополя считается 1784 год. Город, включавший в себя как вновь построенные кварталы, так и территорию Ак-Мечети, получил название Симферополь — в переводе с греческого «город пользы». Выбор греческого названия объясняется существовавшим во времена Екатерины II веянием называть новые города на присоединённых южных территориях греческими именами, в память о существовавших там в древности и в Средние века греческих городах и землях. С того момента Симферополь бессменно является административным центром Крыма. Взошедший на российский престол после Екатерины II Павел I вернул городу название Ак-Мечеть, однако уже в начале правления Александра I в официальное употребление вновь было введено название Симферополь. В указе об образовании Таврической губернии от 8 октября 1802 года говорится: «Губернским городом сей губернии назначается Симферополь (Ак-Мечеть)». На протяжении XIX века на картах и в официальных документах часто указывались оба названия города.

Городская застройка Симферополя на плане 1930 года

Как и основная часть Таврической губернии (исключая Ялту) Симферополь входил в черту оседлости. 22 апреля 1905 года в городе произошёл еврейский погром, поводом к погрому послужил слух об осквернении еврейским мальчиком иконы. Этот погром был прекращён еврейской самообороной и армией. В октябре 1905 года во время еврейского погрома было убито около 40 евреев.
Во время гражданской войны 19 марта 1918 года Симферополь стал столицей Советской Социалистической Республики Тавриды, позднее был оккупирован немецкими войсками и здесь располагалось несколько быстро сменявших друг друга белых правительств.
После окончания боевых действий город стал столицей Крымской АССР.
После начала Великой Отечественной войны предприятия города начали выпуск военной продукции, в городе были сформированы два полка народного ополчения и два истребительных батальона. В соответствии с директивой Ставки Верховного главнокомандования № 00931 в августе 1941 года была осуществлена депортация немецкого населения в восточные районы СССР.
C 1 ноября 1941 по 13 апреля 1944 года Симферополь был оккупирован немецкими войсками, здесь начались массовые убийства гражданского населения. Всего в период немецко-румынской оккупации в Симферополе и окрестностях города были убиты 22,6 тысяч человек, ещё несколько тысяч были вывезены на принудительные работы. Свыше 8 тысяч человек были убиты вблизи города созданном оккупантами концлагере на территории совхоза «Красный». В ходе боевых действий и немецкой оккупации город серьёзно пострадал, здесь было уничтожено 30 % жилого фонда, взорван железнодорожный вокзал, уничтожено или вывезено оборудование всех предприятий города.
Весной-летом 1944 года, в соответствии с Постановлением ГКО, крымскотатарское, греческое, болгарское, армянское и частично караимское население было депортировано из Крыма, включая Симферополь, и расселено по всей территории СССР.
30 июня 1945 года, после ликвидации Автономной республики, Симферополь стал центром Крымской области РСФСР, которая в 1954 году в соответствии с Указом Президиума ВС СССР от 19.02.1954 и Законом СССР от 26.04.1954 была передана УССР.
В 50-х город интенсивно развивается. Введён в строй канал подачи днепровской воды из Херсонщины, благодаря этому активно развиваются промышленные предприятия. Быстрыми темпами ведётся жилищное строительство.
В 1984 году Симферополь был награждён орденом Трудового Красного Знамени.

### Аннексия Россией
В феврале-марте 2014 года, после отстранения от власти президента Украины В. Ф. Януковича, Симферополь стал одним из центров событий, приведших аннексии Крыма Россией. Когда сторонники Евромайдана попытались утром 21 февраля провести у здания парламента акцию — пикет против возможного принятия решения об отделении Крыма от Украины, им помешали около ста молодых людей, назвавшихся активистами «Народно-освободительного движения».
23 февраля на площади Ленина в Симферополе прошёл митинг, организованный Меджлисом крымскотатарского народа, в ходе которого председатель Меджлиса Рефат Чубаров призвал крымских членов Партии регионов выйти из партии, а также потребовал от городских властей в десятидневный срок снести памятник Ленину.
25 февраля на митинге у здания Верховного совета АРК в Симферополе было объявлено о начале бессрочной акции протеста с требованиями проведения референдума о статусе Крыма.
26 февраля Меджлис организовал митинг у здания Верховного Совета Крыма с целью не допустить принятия решения о вхождении в состав России. Одновременно здесь же проходил митинг «Русской общины Крыма». Между участниками двух митингов вспыхнул конфликт, в результате которого 30 человек получили травмы и ранения и два человека погибли.

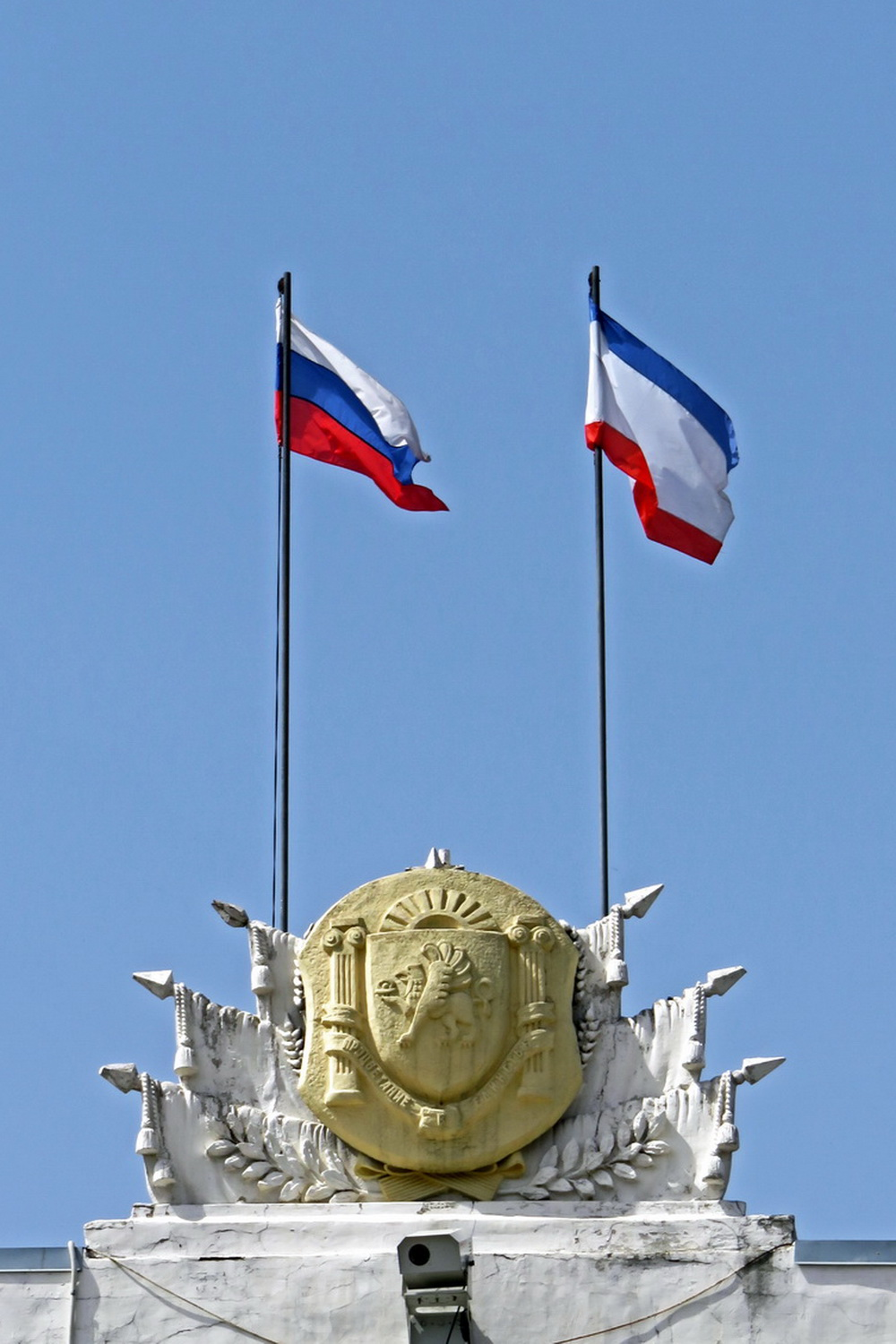
Флаги России и Крыма над зданием Совета министров (фотография 2016 года)

Рано утром 27 февраля две группы российских военных, одетых в форму без опознавательных знаков, захватили здания Верховного совета АР Крым и Совета министров автономии. Над зданиями были подняты российские флаги, а у входа появились баррикады. В связи с захватом административных зданий центр города был оцеплен милицией, которая не предпринимала никаких активных действий. В здание парламента были пропущены лишь депутаты Верховного Совета АРК, которые провели внеочередную сессию, на которой было отправлено в отставку правительство Анатолия Могилёва, новым премьер-министром Крыма был назначен лидер «Русского единства» Сергей Аксёнов и было принято решение о проведении в Крыму референдума «по вопросам усовершенствования статуса и полномочий» региона.
Прибывшего вечером 28 февраля в Симферополь для встречи с депутатами Верховного Совета Крыма народного депутата Украины Петра Порошенко встретили пророссийские активисты криками и Порошенко был вынужден ретироваться. В Симферополе около 60 активистов заблокировали вход на территорию постоянного представительства президента Украины в АРК, протестуя против назначения Александром Турчиновым Сергея Куницына на должность представителя президента. В тот же день, без согласования с Верховным советом АР Крым, новые украинские власти сменили начальника Главного управления внутренних дел в АРК.
Рано утром 1 марта новый руководитель крымской милиции с группой сопровождающих лиц появился в Симферополе и попытался прорваться в здание ГУВД, но был остановлен отрядом российских военных.
1 марта центр Симферополя находился под контролем вооружённых людей, по улицам разъезжали военные грузовики, у здания парламента были выставлены два пулемётных гнезда. Российские военные блокировали административные здания и объекты инфраструктуры. В их число помимо здания правительства и Верховного совета Крыма вошли аэропорт, телерадиостанции, объекты «Укртелекома», военкоматы. В дальнейшем стратегически важные объекты продолжали оставаться под контролем российских войск.
После проведения 16 марта референдума о присоединении Крыма к России и подписания 18 марта договора о вхождении Республики Крым в состав РФ Симферополь получил статус столицы Республики Крым в составе России. Бо́льшая часть международного сообщества не признаёт аннексию Крыма; в документах ООН и законодательстве Украины полуостров рассматривается как «оккупированная часть Украины».

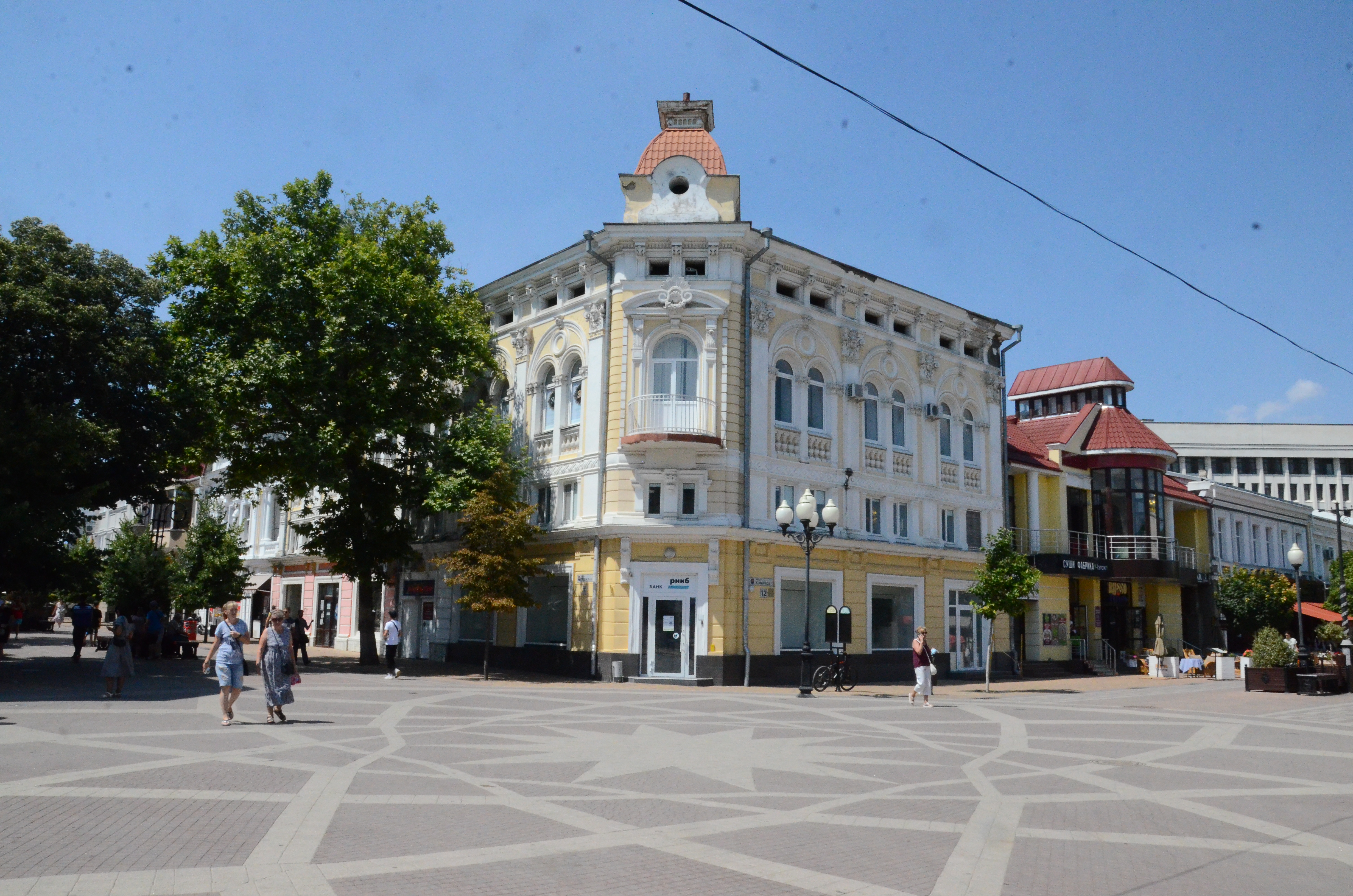
Пешеходная зона
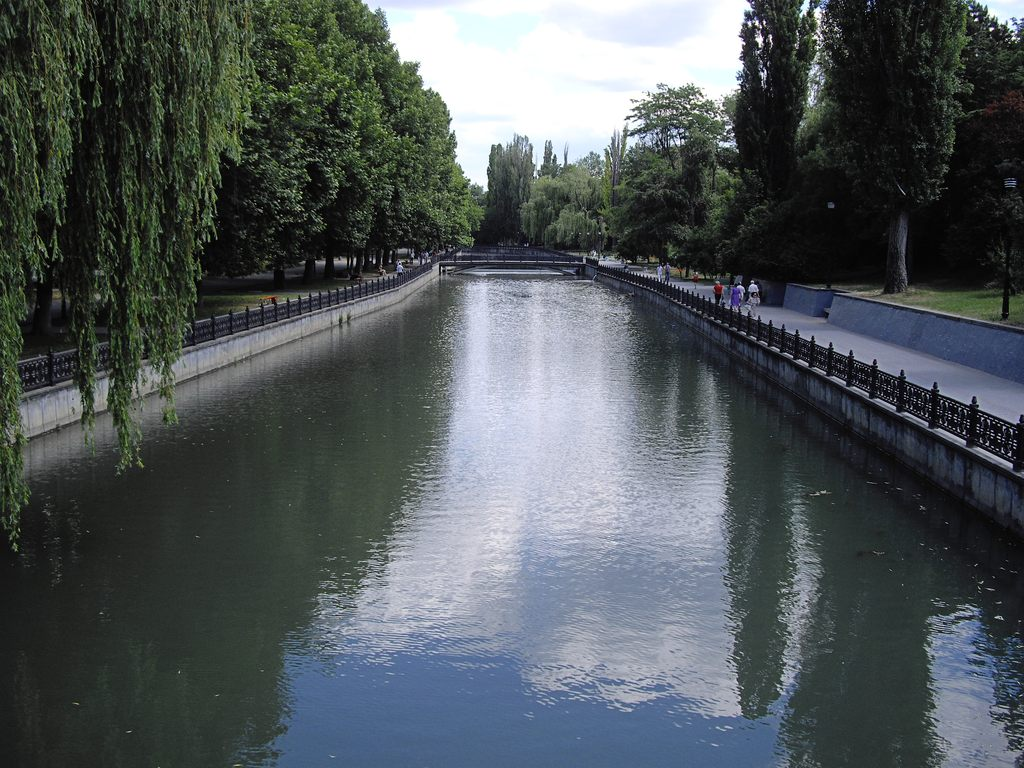
Река Салгир в черте города
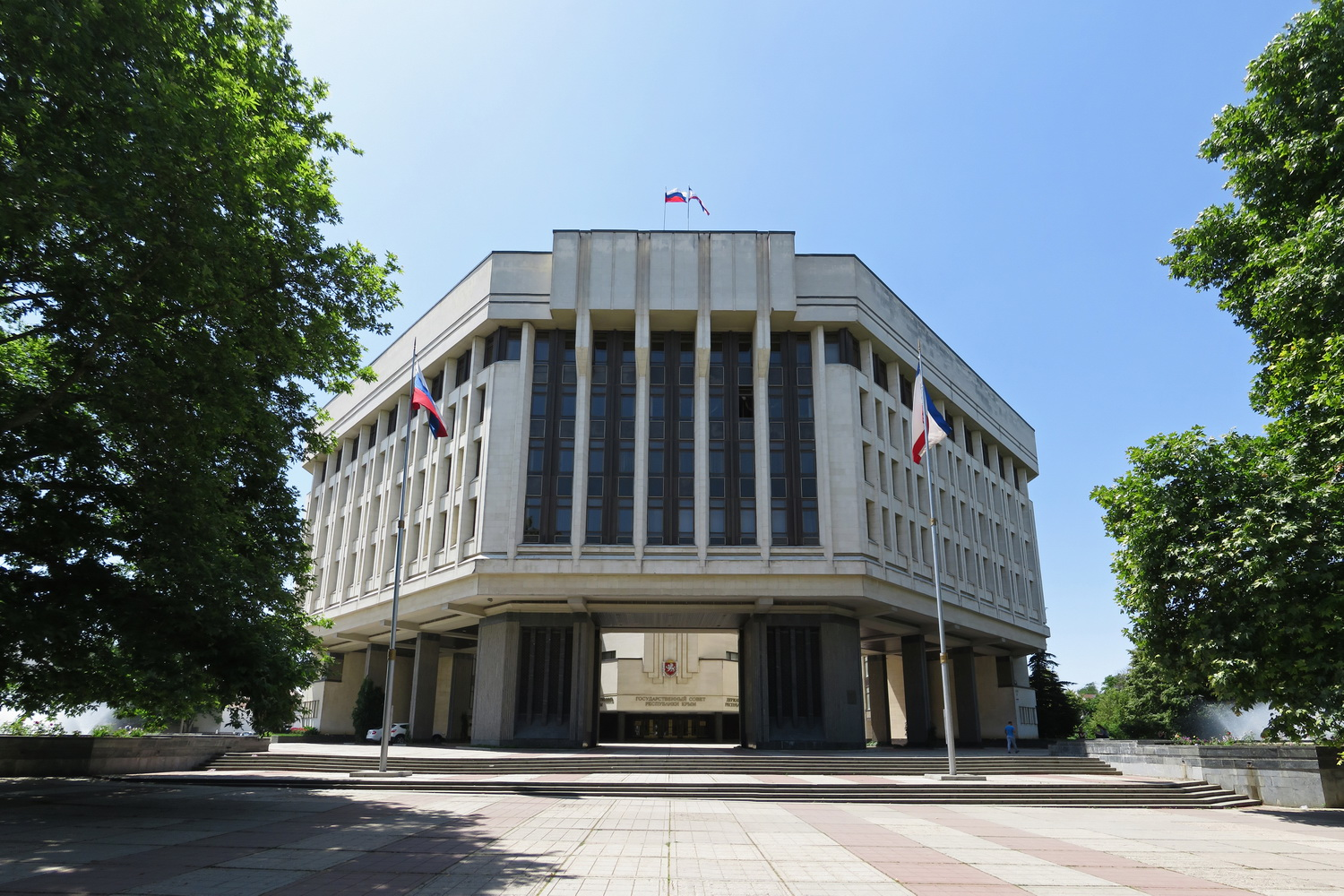
Здание парламента Крыма

## Население
| 1839     | 1847     | 1864     | 1887     | 1897     | 1910     | 1911     | 1914     | 1923     |
| -------- | -------- | -------- | -------- | -------- | -------- | -------- | -------- | -------- |
| 7000     | ↗13 768  | ↗17 000  | ↗38 000  | ↗49 078  | ↗62 679  | ↗66 452  | ↗91 000  | ↘71 000  |
| 1926     | 1931     | 1939     | 1945     | 1959     | 1967     | 1970     | 1975     | 1979     |
| ↗88 000  | ↘83 248  | ↗142 634 | ↘67 000  | ↗187 623 | ↗223 000 | ↗249 053 | ↗280 000 | ↗301 505 |
| 1987     | 1989     | 1992     | 1998     | 2001     | 2003     | 2004     | 2005     | 2006     |
| ↗338 000 | ↗343 565 | ↗374 000 | ↘341 000 | ↗343 644 | ↘343 536 | ↘342 523 | ↘341 599 | ↘340 644 |
| 2007     | 2008     | 2009     | 2010     | 2011     | 2012     | 2013     | 2014     | 2015     |
| ↘339 577 | ↘337 830 | ↘337 139 | ↘336 588 | ↘336 330 | ↘335 582 | ↗337 285 | ↘332 317 | ↗332 608 |
| 2016     | 2017     | 2018     | 2019     | 2020     | 2021     | 2025     |          |          |
| ↗336 460 | ↗341 155 | ↗341 799 | ↘341 527 | ↗342 054 | ↘340 540 | ↘335 009 |          |          |

На 1 января 2025 года по численности населения город находился на 56-м месте из 1124 городов Российской Федерации.
По итогам переписи населения в Крымском федеральном округе по состоянию на 14 октября 2014 года численность постоянного населения города составила 332 317 человек. Население города составляет 94,3 % от населения территории городского округа Симферополь.

### Национальный состав
По данным переписи населения 2014 года национальный состав населения города следующий:
| национальность  | всего, чел. | % от все- го | % от указав- ших |
| --------------- | ----------- | ------------ | ---------------- |
| указали         | 312464      | 94,03 %      | 100,00 %         |
| русские         | 225282      | 67,79 %      | 72,10 %          |
| украинцы        | 40122       | 12,07 %      | 12,84 %          |
| крымские татары | 27604       | 8,31 %       | 8,83 %           |
| татары          | 4910        | 1,48 %       | 1,57 %           |
| армяне          | 2587        | 0,78 %       | 0,83 %           |
| белорусы        | 2574        | 0,77 %       | 0,82 %           |
| евреи           | 1259        | 0,38 %       | 0,40 %           |
| азербайджанцы   | 974         | 0,29 %       | 0,31 %           |
| греки           | 572         | 0,17 %       | 0,18 %           |
| узбеки          | 523         | 0,16 %       | 0,17 %           |
| поляки          | 422         | 0,13 %       | 0,14 %           |
| корейцы         | 387         | 0,12 %       | 0,12 %           |
| молдаване       | 362         | 0,11 %       | 0,12 %           |
| болгары         | 349         | 0,11 %       | 0,11 %           |
| арабы           | 321         | 0,10 %       | 0,10 %           |
| грузины         | 280         | 0,08 %       | 0,09 %           |
|                 |             |              |                  |
| караимы         | 193         | 0,06 %       | 0,06 %           |
| крымчаки        | 104         | 0,03 %       | 0,03 %           |
| другие          | 3639        | 1,10 %       | 1,16 %           |
| не указали      | 19853       | 5,97 %       |                  |
| всего           | 332317      | 100,00 %     |                  |

### Языковой состав
Родной язык населения по данным переписи 1897 года:
| Язык                           | Численность, чел. | Доля     |
| ------------------------------ | ----------------- | -------- |
| Русский («великорусский»)      | 22 426            | 45,69 %  |
| Крымскотатарский («татарский») | 9 669             | 19,70 %  |
| Идиш («еврейский»)             | 7 808             | 15,91 %  |
| Украинский («малорусский»)     | 3 399             | 6,93 %   |
| Армянский                      | 1 937             | 3,95 %   |
| Польский                       | 1 471             | 3,00 %   |
| Греческий                      | 847               | 1,72 %   |
| Немецкий                       | 706               | 1,44 %   |
| Другие                         | 815               | 1,66 %   |
| Итого                          | 49 078            | 100,00 % |

Родной язык населения по данным переписи 2001 года:
| Язык             | Численность, чел. | Доля     |
| ---------------- | ----------------- | -------- |
| Украинский       | 21 078            | 6,24 %   |
| Русский          | 289 249           | 85,57 %  |
| Крымскотатарский | 23 023            | 6,81 %   |
| Другое           | 4 688             | 1,39 %   |
| Итого            | 338 038           | 100,00 % |

Официальными языками города являются украинский, крымскотатарский и русский.

## Символы города
Герб Симферополя и Флаг Симферополя являются официальными геральдическими символами города Симферополя. Утверждены решением Симферопольского городского совета № 138 от 14 декабря 2006 года, после аннексии Крыма Российской Федерацией подтверждены решением Симферопольского городского совета № 231 от 2 апреля 2015 года в качестве герба и флага городского округа Симферополь.

## Административное деление
| Железнодорожный район Киевский район Центральный район Подчинённые городу населённые пункты Аэро- флотский Грэсовский Комсомольское Битумное Аграрное Симферопольское водохранилище |

Симферополь имеет территориальное деление на 3 района: Железнодорожный, Киевский и Центральный. 20 мая 2015 года существовавшие с советских времён Железнодорожный, Киевский и Центральный районные советы были ликвидированы. 20 мая 2015 года также был ликвидирован Грэсовский поселковый совет, находившийся в подчинении Железнодорожного райсовета и охватывавший пгт Грэсовский, пгт Аэрофлотский, пгт Комсомольское, пос. Битумное, а упразднённому Киевскому райсовету был подчинён пгт. Аграрное. Районы Симферополя не имеют статуса муниципальных образований и самостоятельных административно-территориальных единиц Республики Крым, но продолжают выделяться территориально.
Районы
| Район             | Площадь без подч. нп км² | Население без подч. нп, чел. | Плотность населения без подч. нп чел/км² |
| ----------------- | ------------------------ | ---------------------------- | ---------------------------------------- |
| Железнодорожный   | 17                       | ↘80 939                      | 4761                                     |
| Киевский          | 45                       | ↗161 005                     | 3578                                     |
| Центральный       | 24                       | ↘99 855                      | 4161                                     |
| Симферополь всего | 86                       | ↘335 009                     | 3971                                     |

Бывшие сёла
В процессе роста к городу постоянно присоединяли близлежащие сёла, ныне составляющие многие микрорайоны Симферополя.
ТОС
В Симферополе производится формирование территориальных общественных самоуправлений (ТОС), территория каждого ТОСа охватывает один микрорайон города и носит наименование данного микрорайона.

## География

### Географическое расположение

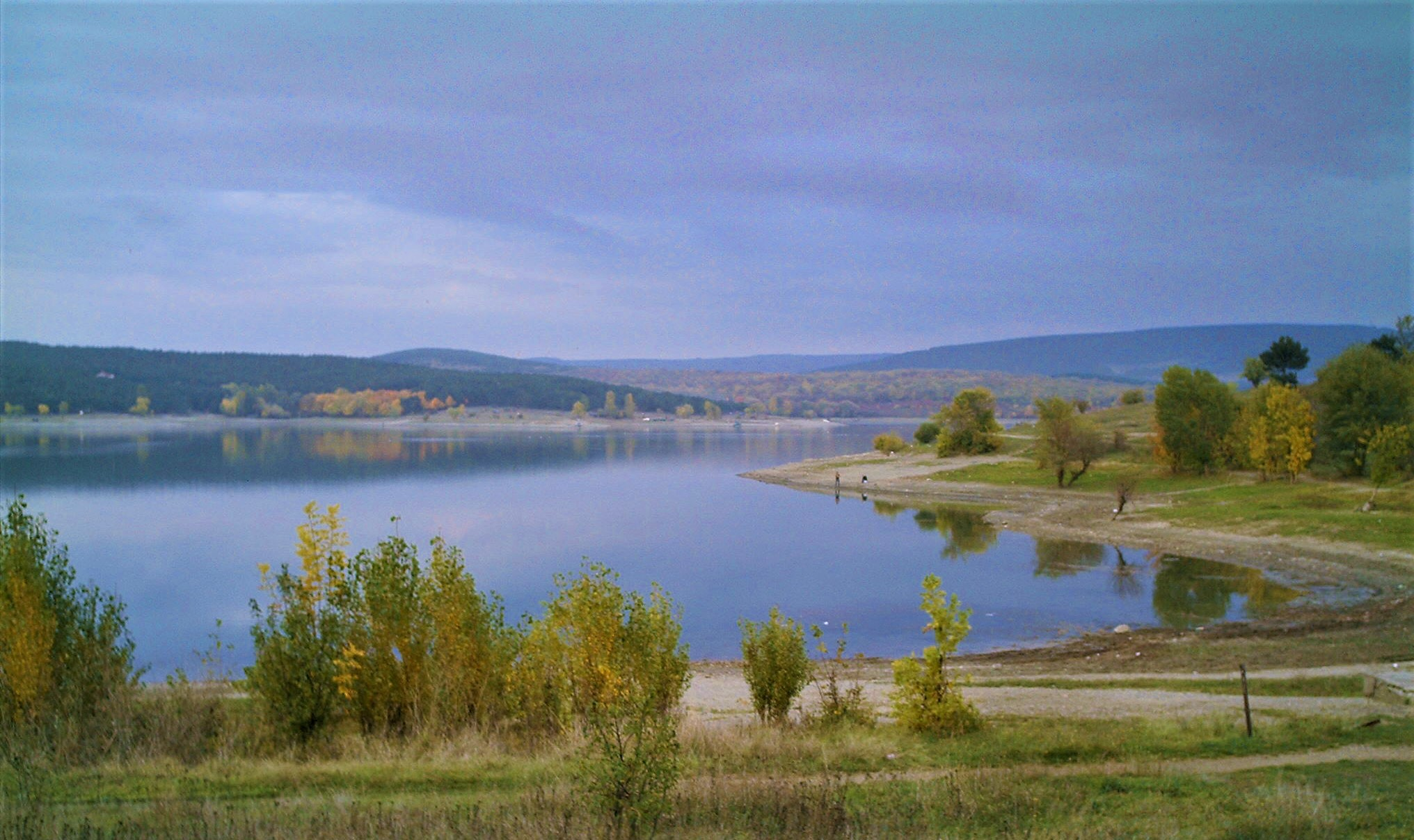
Симферопольское водохранилище

Симферополь расположен в предгорном Крыму, в ложбине, образованной пересечением межгрядовой долины между Внешней (самой низкой) и Внутренней грядами Крымских гор и долины реки Салгир. На реке рядом с городом создано Симферопольское водохранилище.

### Гидрография
В пределах города (парк им. Гагарина) в реку Салгир впадает правый приток Малый Салгир, который протекает через урочище Чокурча (район ул. Луговая). Другой мелкий приток Абдалка протекает через микрорайоны Белое, Загороднее и впадает в Малый Салгир в районе ул. Титова. Реки Славянка и Казанка полностью протекают по территории города.
Расположенное южнее городских кварталов, на территории, подчинённой горсовету, русловое Симферопольское водохранилище, является одним из важнейших источников водоснабжения города. Другими важными источниками являются наливное Межгорное водохранилище, наполняемое водами Северо-Крымского канала и Партизанское водохранилище.

### Часовой пояс
Симферополь находится в часовой зоне МСК (московское время). Смещение применяемого времени относительно UTC составляет +3:00.
В соответствии с применяемым временем и географической долготой средний солнечный полдень в Симферополе наступает в 12:44.

### Климат
Климат Симферополя предгорный, сухостепной, с мягкой зимой и жарким, продолжительным летом. Средняя температура января +0,6 °C, июля +22,6 °C. Среднегодовой уровень осадков 450 мм, среднее количество часов солнечного сияния 2469 в год. На вегетационный период приходится 270 мм осадков. Максимум осадков приходится на лето, однако близость к средиземноморскому климату делает невыраженный вторичный максимум осадков, приходящийся на декабрь.

## Экономика

Железнодорожный вокзал

Симферополь — значительный промышленный центр. Главными отраслями являются машиностроение, пищевая и лёгкая промышленности. Всего в городе находится около 70 значительных предприятий, среди которых «Пневматика», машиностроительный завод «Симферопольсельмаш», электромашиностроительный завод (фирма «Сэлма»), предприятие «Эфирмасло», два консервных завода, кондитерская и макаронная (принадлежит российской компании «Евросервис») фабрики, заводы бытовой химии и пластмасс, предприятия «Крымстройматериалы» и «Крымнерудпром». Крупнейшее предприятие города: завод по выпуску электроинструмента, микромашин и систем корабельной автоматики «Фиолент».

### Транспорт

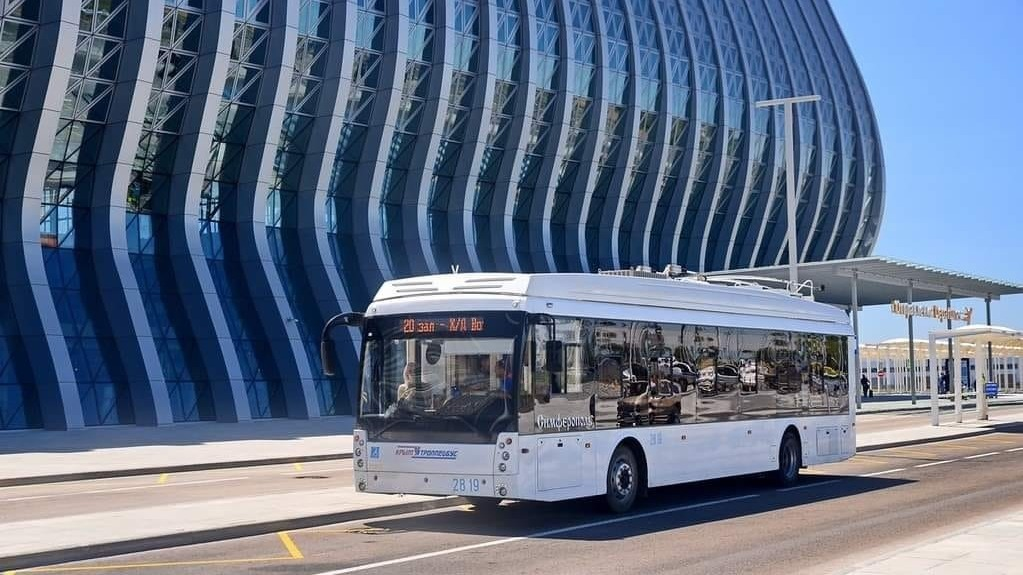
Троллейбус «Мегаполис» в аэропорту Симферополя

Симферополь является важнейшим транспортным узлом Крыма. Большая часть сообщения республики с внешним миром происходит именно через её административный центр. В городе расположены: аэропорт международного класса — Симферополь, железнодорожный вокзал, автовокзал, три автостанции. От аэропорта до железнодорожного вокзала запущены метробусы.
С 1 мая 2014 года город включён в систему единого билета. С 1 августа 2014 года после 25-летнего перерыва возобновлено движение пассажирских поездов через Керченскую паромную переправу. Первым поездом стал 561/562 Симферополь — Москва. До 30 августа 2014 года состав поезда перегонялся через переправу паромом, после от этой схемы отказались в пользу интермодальной схемы «поезд+паром+поезд».
С 28 декабря 2014 года украинским пассажирским поездам, приходящим на полуостров через перешеек и через Чонгар, установлен маршрут до Херсона и Новоалексеевки соответственно, белорусскому поезду до Запорожья, поезда Крымской железной дороги, курсировавшие до Курского вокзала Москвы через Украину отменены. Также 26 декабря 2014 года российским перевозчикам были запрещены официальные автобусные перевозки из Крыма через территорию Украины, а с 20 января 2015 года и неофициальные.
С открытием автомобильной части Крымского моста 18 мая 2018 года, межрегиональное автобусное движение осуществляется через него.
После открытия железнодорожной части Крымского моста, 23 декабря 2019 года движение поездов из материковой России в Крым осуществляется через него. В Симферополь ходят поезда из Москвы и Санкт-Петербурга.
Симферополь, Алушту и Ялту соединяет самая длинная в мире (86,5 км) троллейбусная линия с междугородными маршрутами из Симферополя: 51 (до Алушты) и 52 (до Ялты). Её эксплуатация была приостановлена в конце 2015 года в связи с энергетической блокадой Крыма со стороны Украины, однако уже в январе 2016 года была восстановлена. Основным городским транспортом являются троллейбусы, и автобусы, а также многочисленные частные маршрутные такси. В 1914-1970 годах в городе работал трамвай.

### Энергетика
В 1950—1960-х была построена Симферопольская ТЭЦ мощностью около 70 МВт. После реконструкции 1990—2000-х годов мощность увеличилась до 92 МВт. В 2014—2016 годах, после аннексии Крыма Россией, мощность ТЭЦ в результате обновления оборудования была увеличена до 100 МВт.
В 2019 году, была построена и ведена в эксплуатацию новая Таврическая ТЭС общей мощностью 470 МВт. Введение новой электростанции позволило полностью обеспечить энергетическую независимость Симферополя.

## Расстояние до городов Крыма
| Город           | Расстояние (км) |
| --------------- | --------------- |
| Алушта          | 45              |
| Бахчисарай      | 28              |
| Белогорск       | 47              |
| Саки            | 45              |
| Севастополь     | 83              |
| Старый Крым     | 91              |
| Судак           | 104             |
| Феодосия        | 120             |
| Черноморское    | 131             |
| Ялта            | 86              |
| Джанкой         | 93              |
| Евпатория       | 64              |
| Керчь           | 218             |
| Красноперекопск | 110             |

## Образование и наука
В Симферополе расположена большая часть вузов Крыма, в том числе главный университет республики — Крымский федеральный университет имени В. И. Вернадского, в состав которого были включены большинство вузов Крыма.
Среди прочих: Индустриально-педагогический университет, Национальная академия природоохранного и курортного строительства, инженерно-педагогический университет, Таврический гуманитарно-экологический институт. В городе расположено 12 средних специальных учебных заведений, в том числе единственный в Крыму автотранспортный техникум (САТТ), 37 профтехучилищ, научно-исследовательские институты, проектно-конструкторские учреждения («Крымпроект», «Черноморнефтегазпроект»). В связи с переходом под российскую юрисдикцию в Крыму появится представительство РАН. Предлагается создание с Украиной совместного научного центра.

### Учебные заведения

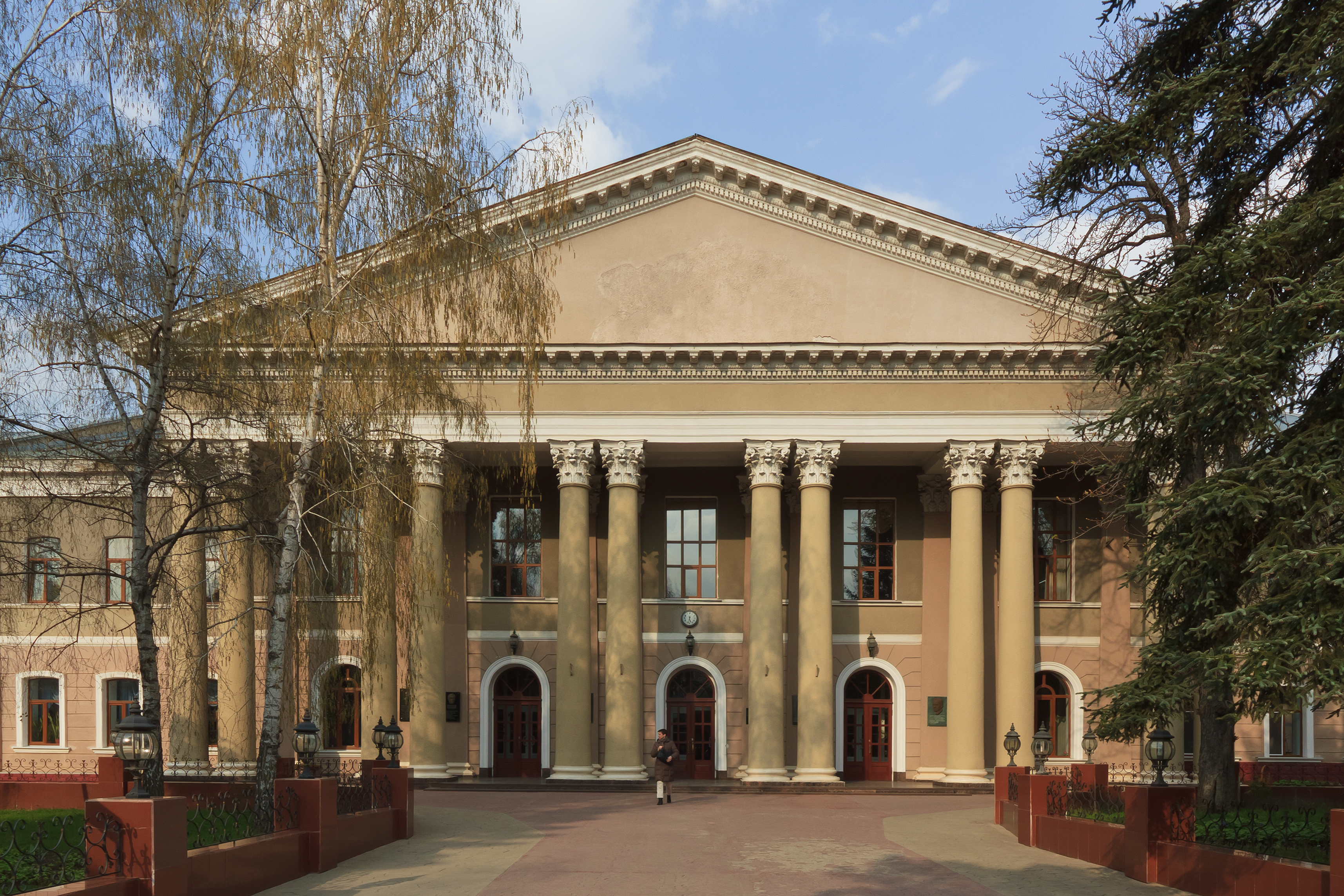
Медицинская академия КФУ

В данном списке представлены вузы, техникумы, колледжи, училища Симферополя:
Вузы
- Крымский федеральный университет имени В. И. Вернадского
- Крымский инженерно-педагогический университет
- Российский государственный университет правосудия (Крымский филиал)
- Университет экономики и управления
- Крымский институт бизнеса
- Крымский университет культуры, искусств и туризма
- Крымский филиал Краснодарского университета МВД России

Техникумы и колледжи
- Симферопольский техникум железнодорожного транспорта
- Крымское художественное училище им. Н. С. Самокиша
- Симферопольское музыкальное училище им. П. И. Чайковского
- Таврическая духовная семинария
- Крымский колледж экономики и управления
- Крымский центр дистанционного образования Московского государственного индустриального университета
- Представительство Московского государственного университета сервиса (МГУС) в г. Симферополе
- Симферопольский автотранспортный техникум
- Симферопольский кооперативный торгово-экономический колледж Крымпотребсоюза
- Симферопольский колледж радиоэлектроники
- Крымский многопрофильный колледж
- Симферопольский филиал Челябинского государственного университета[источник не указан 2125 дней]
- Крымский медицинский колледж

## Культура
В Симферополе действуют краеведческий, этнографический и художественный музеи, дом-музей Ильи Сельвинского, научная библиотека им. И. Франко.
Несколько театров: Русский академический драматический театр им. М.Горького, Государственный академический музыкальный театр Республики Крым, Крымскотатарский академический музыкально-драматический театр, филармония, кукольный театр, цирк.
Помимо этого в городе расположены предприятия туристического направления: бюро путешествий и экскурсий компании Крымтур, турбаза «Таврия». В Симферополе находится центральный архив крымского региона — Государственный архив (Автономной) Республики Крым.
6 июня 2009 года открылся Музей истории Симферополя; экспозиция охватывает период с 1784 года, то есть с момента основания города императрицей Екатериной II, по 2009 год. В качестве экспонатов в музее выставлены предметы быта, документы, фотографии, картины, монеты — в основном это подарки симферопольцев. С 2011 года существует единственный в Крыму общественный центр современной культуры Карман.

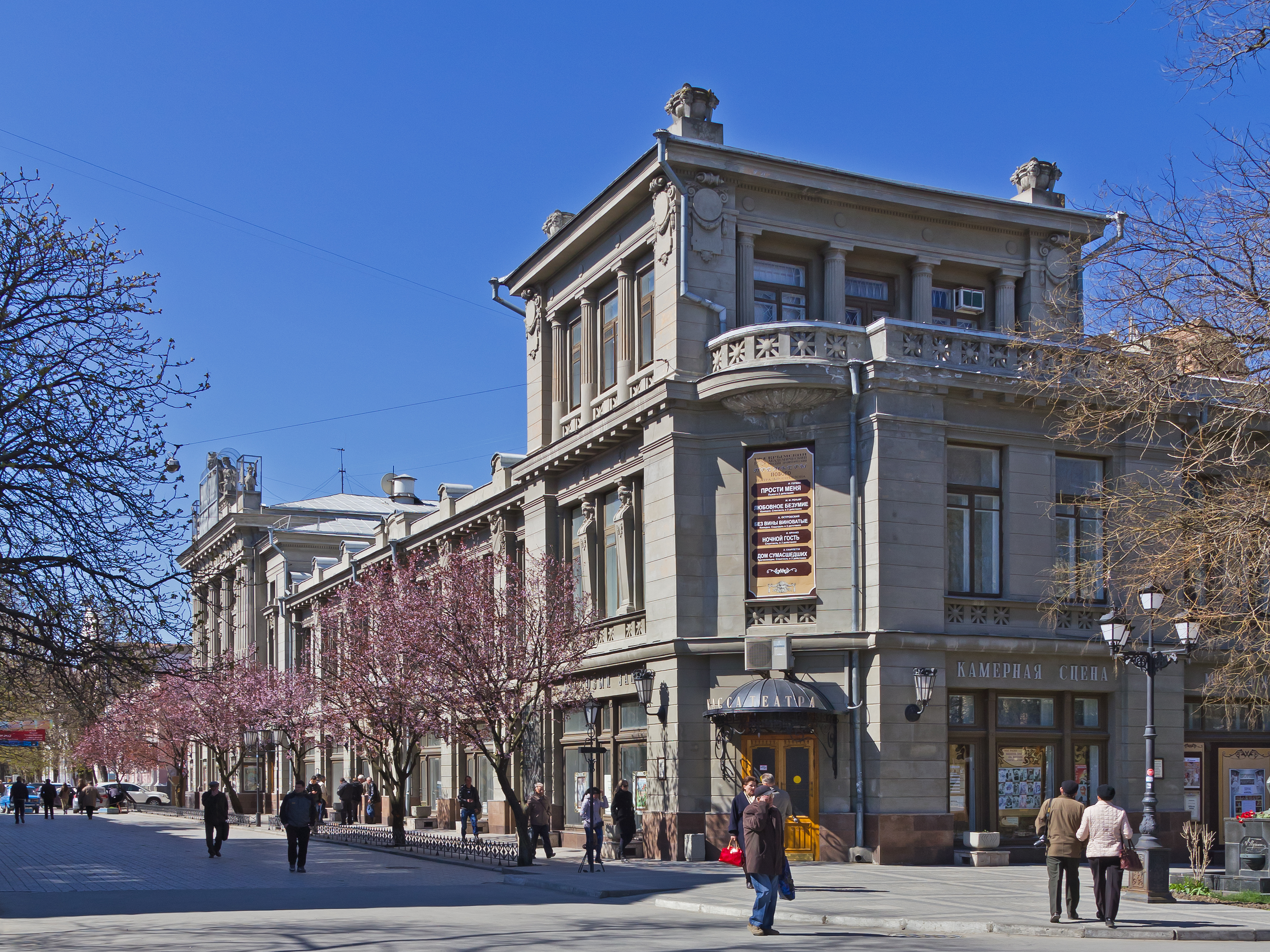
Русский академический драматический театр им. М.Горького
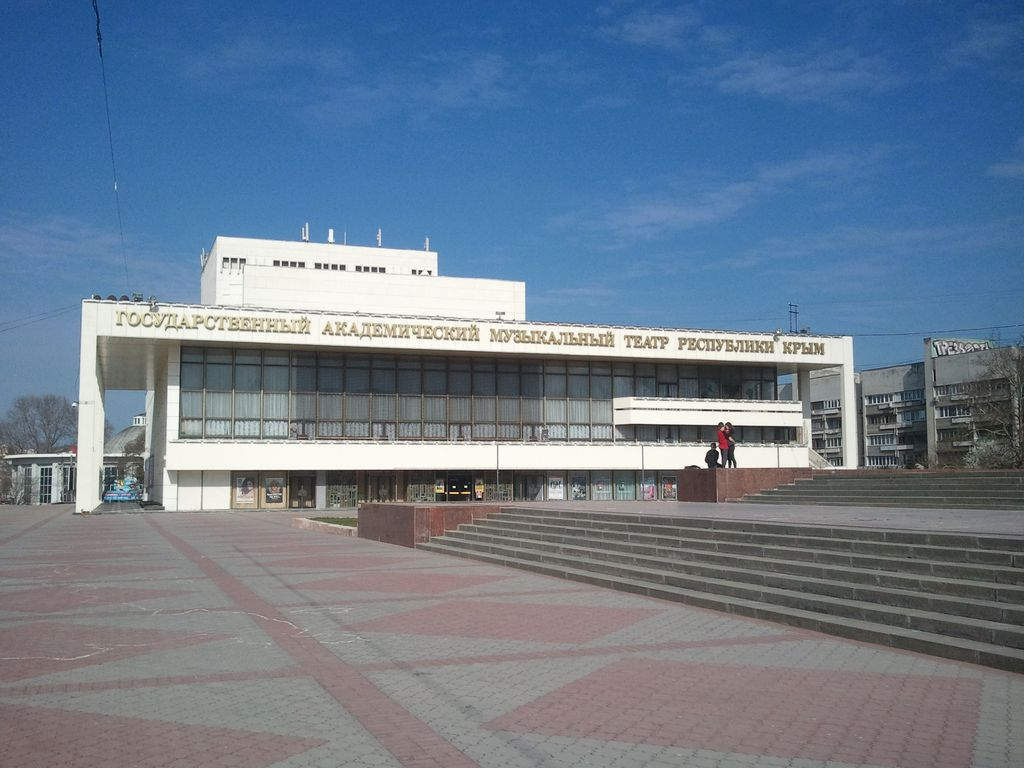
Государственный академический музыкальный театр Республики Крым
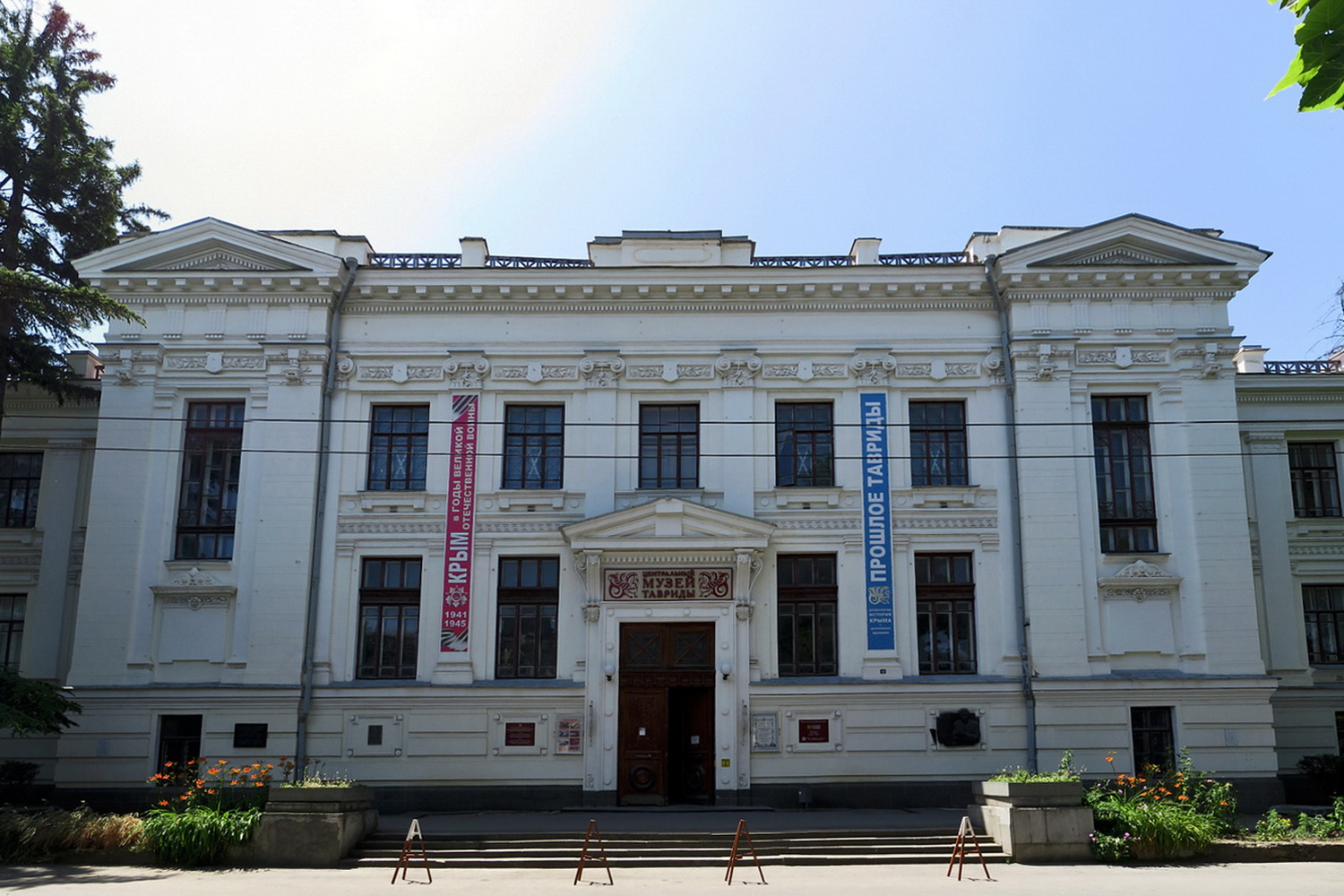
Музей Тавриды
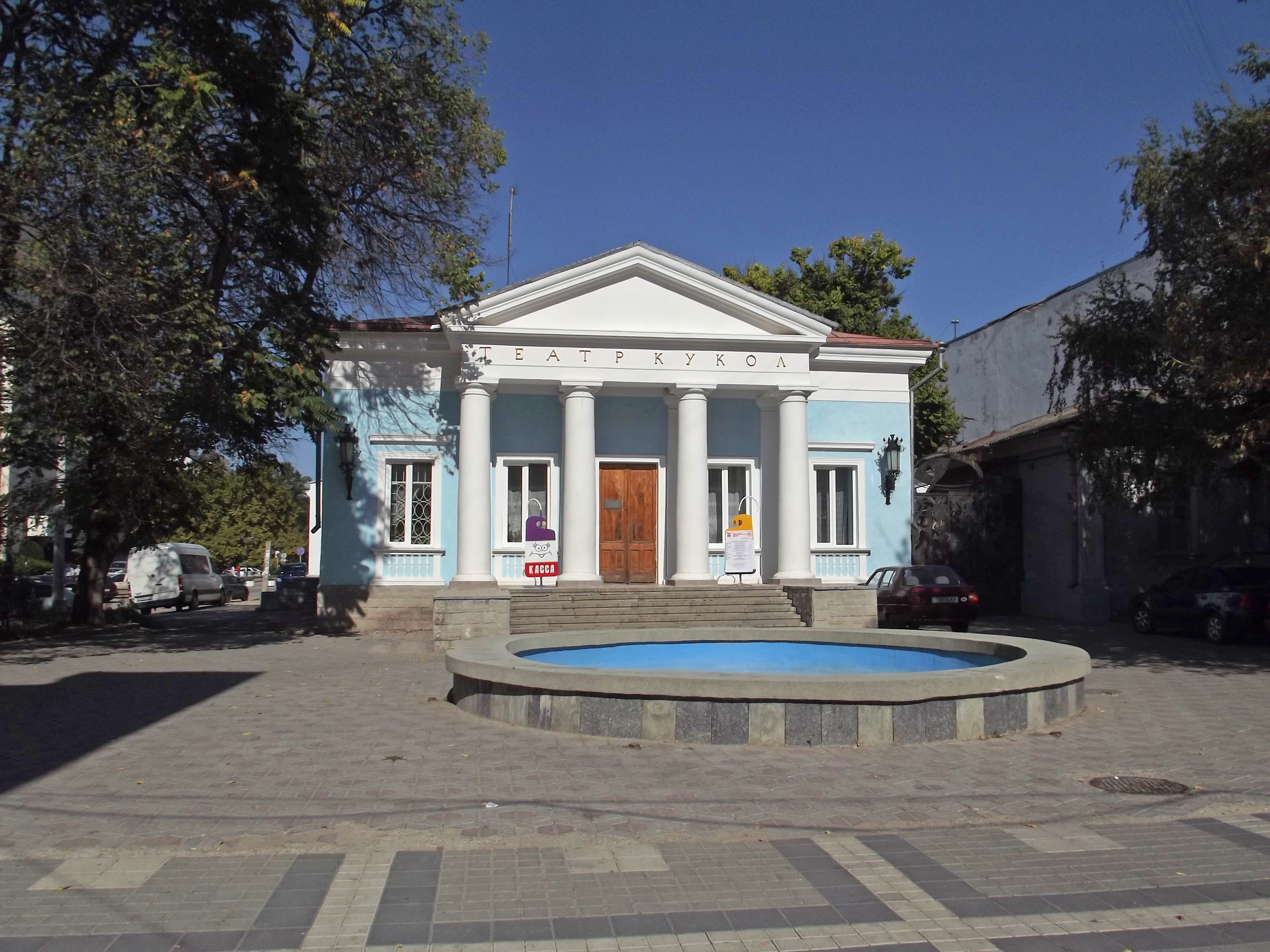
Театр кукол

## Средства массовой информации

### Аналоговое и цифровые телевидение
В Симферополе находятся телекомпании АНО ТРК «Крым» (телеканалы «Первый Крымский» и «Крым 24»), крымскотатарский телеканал «Миллет», а также филиал ВГТРК в Республике Крым ГТРК «Таврида», осуществляющий вещание на телеканале «Россия-1».
Аналоговое телевещание федеральных каналов было отключено в Крыму 14 октября 2019 года.
С 1 октября 2019 года прекратила своё существование Медиа Групп ФМ (ТВ ФМ), телеканалу ТВ ФМ закрыли лицензию.
На 25 канале ДМВ осуществлял аналоговое вещание телеканал «ИТВ», трансляцию ввела телерадиокомпания «ИТВ» со своего собственного передатчика с телевышки на Петровских высотах. 1 мая 2021 года телерадиокомпания «ИТВ» прекратила своё существование.
| № | ТВК | Частота | называние     |
| - | --- | ------- | ------------- |
| 1 | 12  | 226     | Первый крым   |
| 2 | 42  | 642     | ТВ ФМ         |
| 3 | 23  | 490     | ТВ ФМ         |
| 4 | 57  | 762     | Миллет        |
| 5 | 37  | 602     | РТРС-1        |
| 6 | 36  | 594     | РТРС-2        |
| 7 | 51  | 714     | РТРС-3 (крым) |

### Цифровые и эфирные телевидение
Все 30 каналов для мультиплекса РТРС-1 и РТРС-2; Пакет радиоканал, включает: «Вести FМ», «Радио Маяк», "Радио России / ГТРК Таврида
- Пакет телеканалов РТРС-1 (телевизионный канал 60, частота 786 МГц), включает: «Первый Канал», «Россия 1 / ГТРК Таврида», «Матч ТВ», «НТВ», «Пятый Канал», «Россия К», «Россия 24 / ГТРК Таврида», «Карусель», «ОТР», «ТВ Центр».
- Пакет телеканалов РТРС-2 (телевизионный канал 41, частота 634 МГц), включает: «РЕН ТВ», «СПАС», «СТС», «Домашний», «ТВ3», «Пятница!», «Звезда», «Мир», «ТНТ», «МУЗ-ТВ».
- Пакет телеканалов РТРС-3 (телевизионный канал 24, частота 498 МГц), включает: Первый Крымский, Мир 24, «Миллет», Крым 24, «Первый Севастопольский», Москва 24, Керчь 24 и другие.

### Газеты
В Симферополе издаётся несколько городских газет, среди них «Южная Столица» (печатный орган городского совета), «Крымская газета», «Крымская правда», «Крымское время», «Первая Крымская», бесплатные газеты «Городок», «Вечерний Крым», «Удача», «Районные ведомости» (печатный орган Киевского районного совета г. Симферополя).
К рекламно-информационным изданиям относятся: еженедельные газеты «Объявления Крыма», «Сорока-Крым», «Сорока», «Всё для всех».

## Религия
Действующие и бывшие:
Православные храмы
- Александро-Невский собор.
- Петропавловский собор.
- Свято-Троицкий собор.
- Константино-Еленинская церковь.
- Храм Всех Святых.
- Храм-часовня Святителя Николая.
- Больничный храм Святителя Луки.
- Часовня Святого Великомученика Георгия Победоносца.
- Часовня Святителя Луки.
- Храм Трёх Святителей.
- Храм Святителя Луки. На территории Республиканской психиатрической больницы.
- Храм иконы Божией Матери «Всех скорбящих радосте» или «Скорбящая»(симферопольская).
- Храм Святителя Стефана Сурожского.
- Храм иконы Пресвятой Богородицы «Державная»
- Храм Великомученика Димитрия Солунского.

Католические храмы
- Католическая церковь «Успения Пресвятой Девы Марии».

Мечети
- Мечеть Сеит-Сеттар Джами.
- Мечеть Кебир Джами[74].
- Симферопольская соборная мечеть.
- Мечеть Акмечит Джами.
- Мечеть Сеит-Нафе Джами.
- Мечеть Кысмет Джами.

Другие
- Кенасса
- Синагога «Нер-Томид»
- Храм-памятник Св. Марии Магдалины.

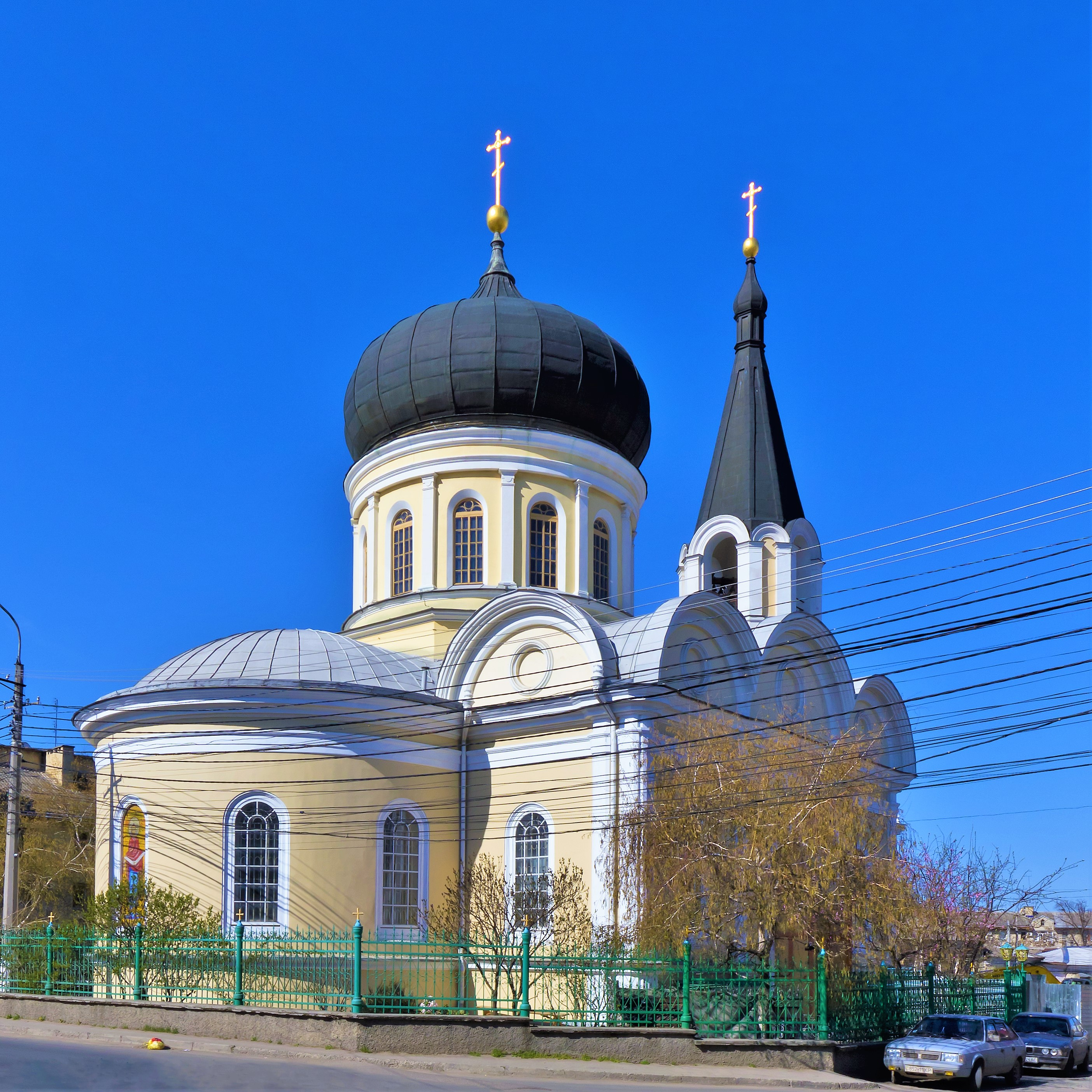
Кафедральный Петропавловский собор
Александро-Невский собор
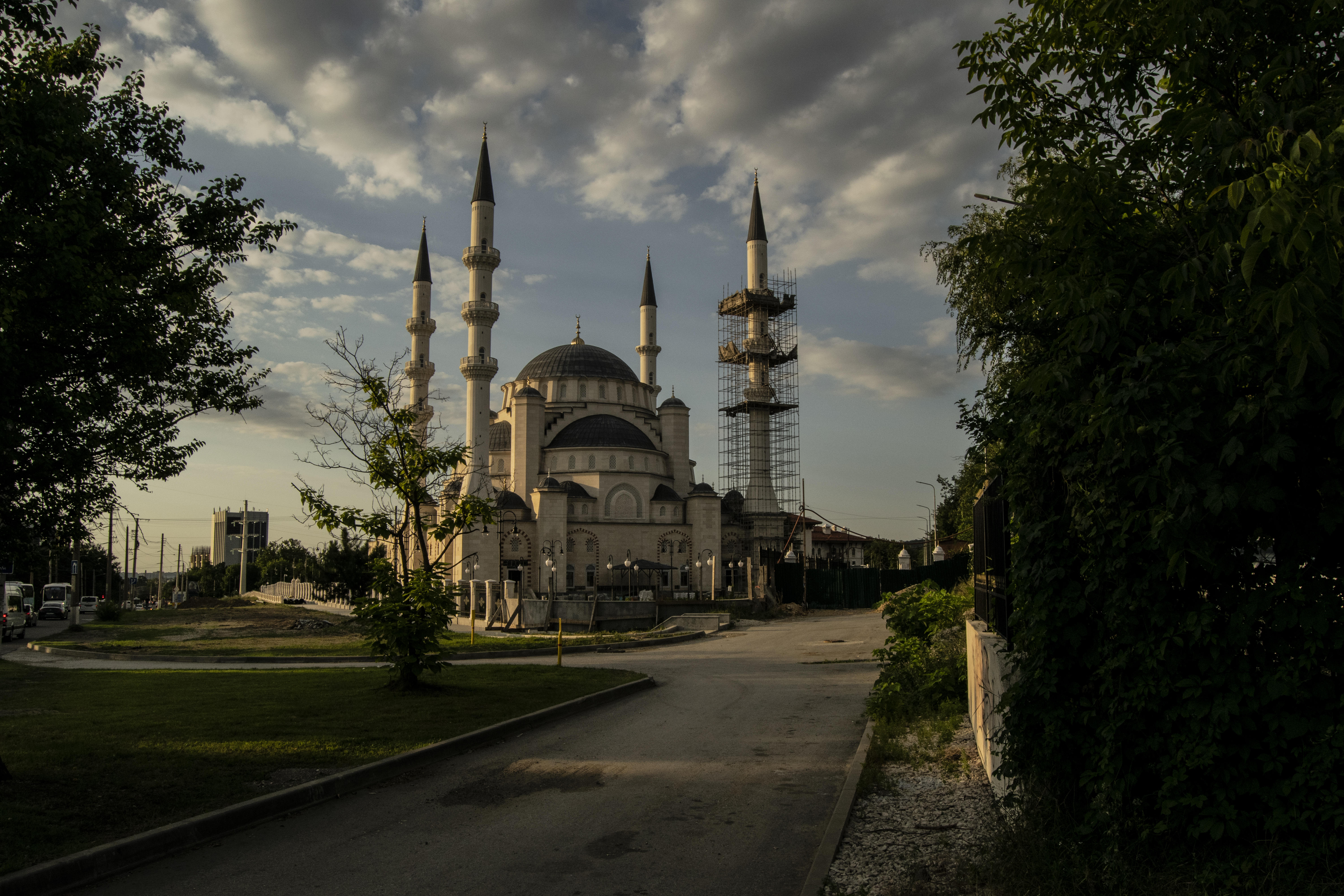
Симферопольская соборная мечеть
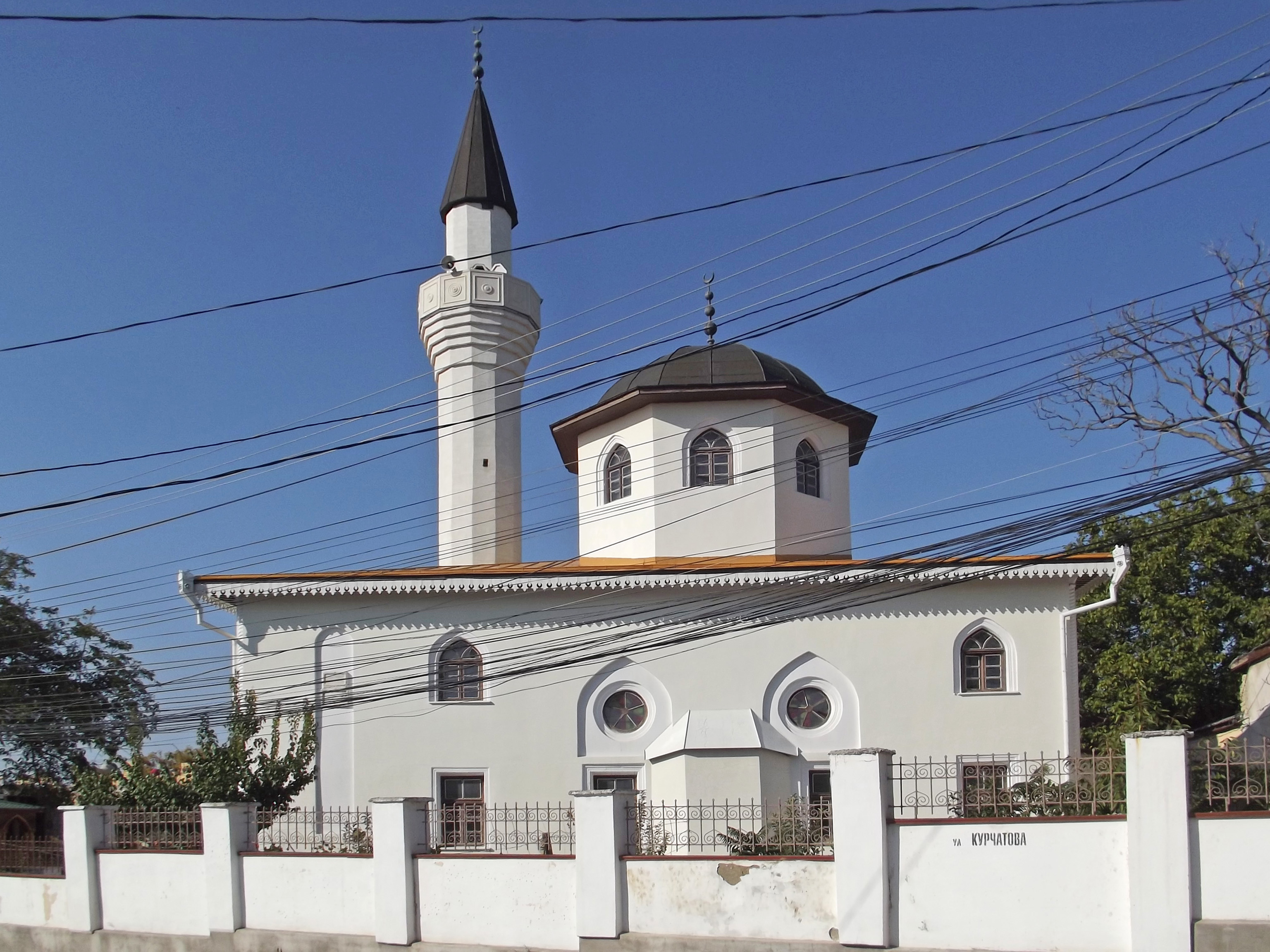
Мечеть Кебир-Джами
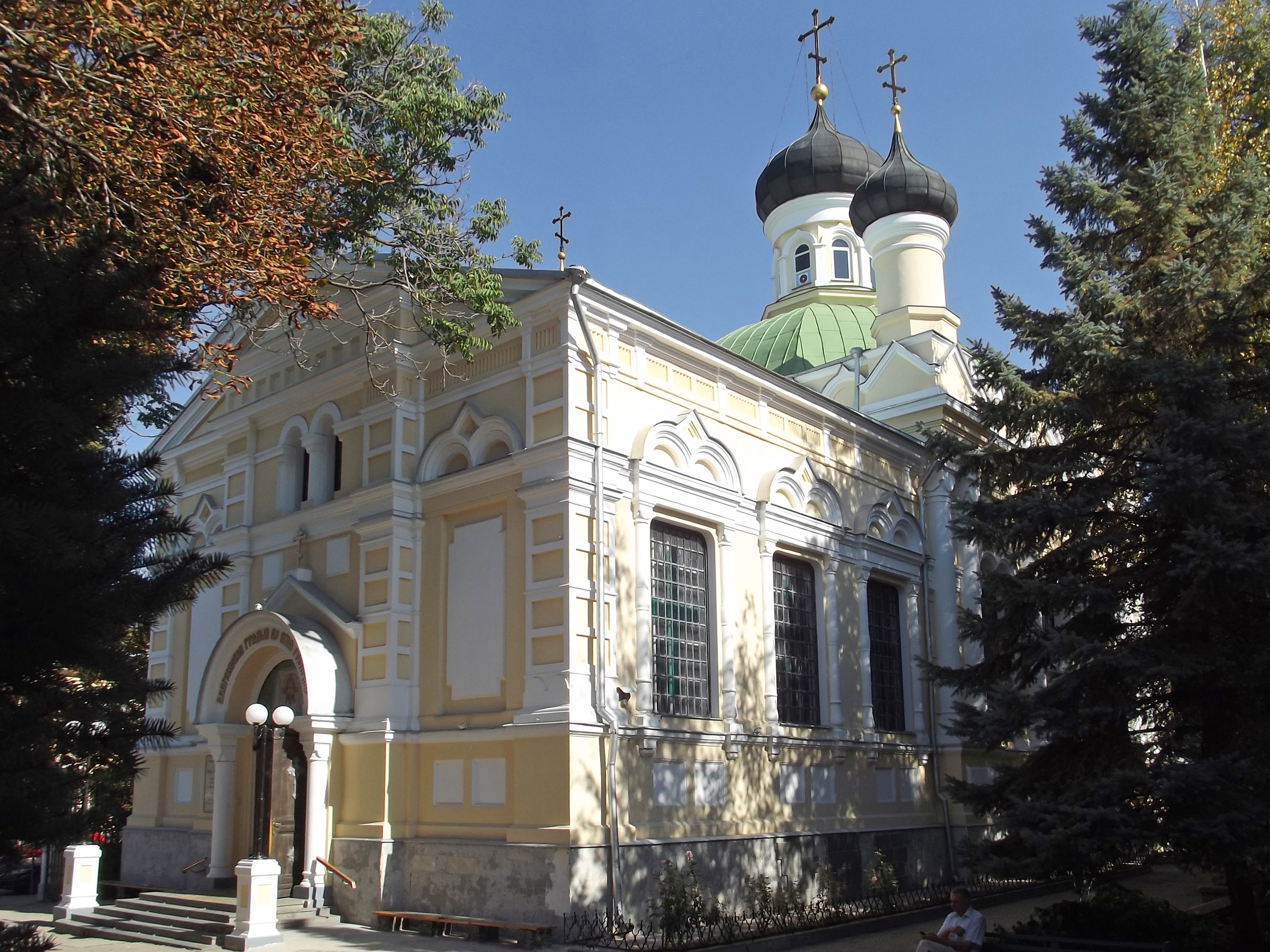
Церковь Трёх Святителей
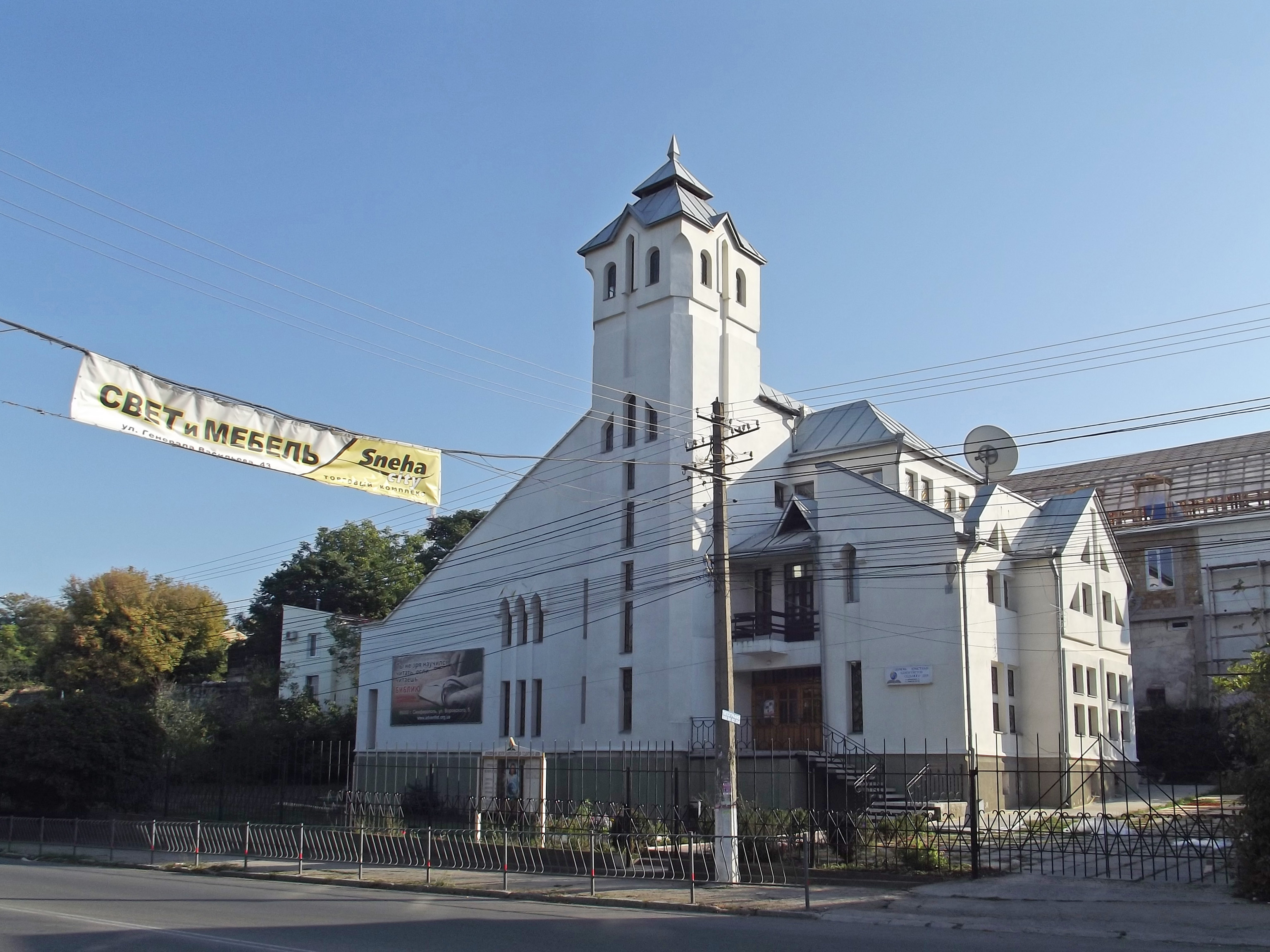
Церковь Адвентистов Седьмого Дня

## Парки и скверы
Симферополь издавно славился своими зелёными зонами. В городе есть старинные парки, основанные в XVIII и XIX веках, а также молодые скверы, которые были созданы уже в XXI веке. Наиболее известные парки: Парк «Салгирка», Екатерининский сад, Парк культуры и отдыха имени Юрия Гагарина, Детский Парк, Парк имени Тренёва, Парк имени Шевченко. Всего в городе насчитывается около 20 зелёных зон.

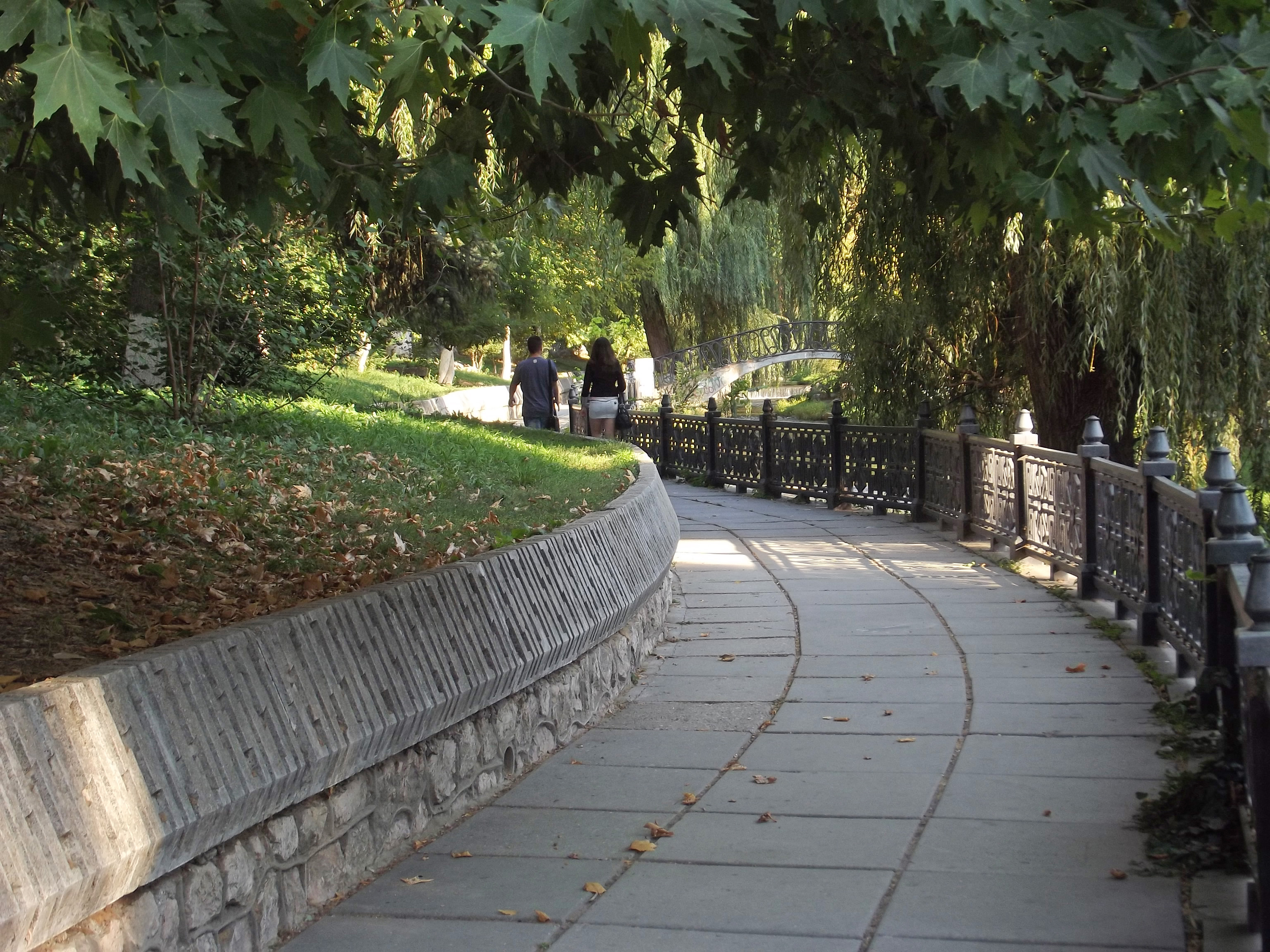
Набережная Салгира
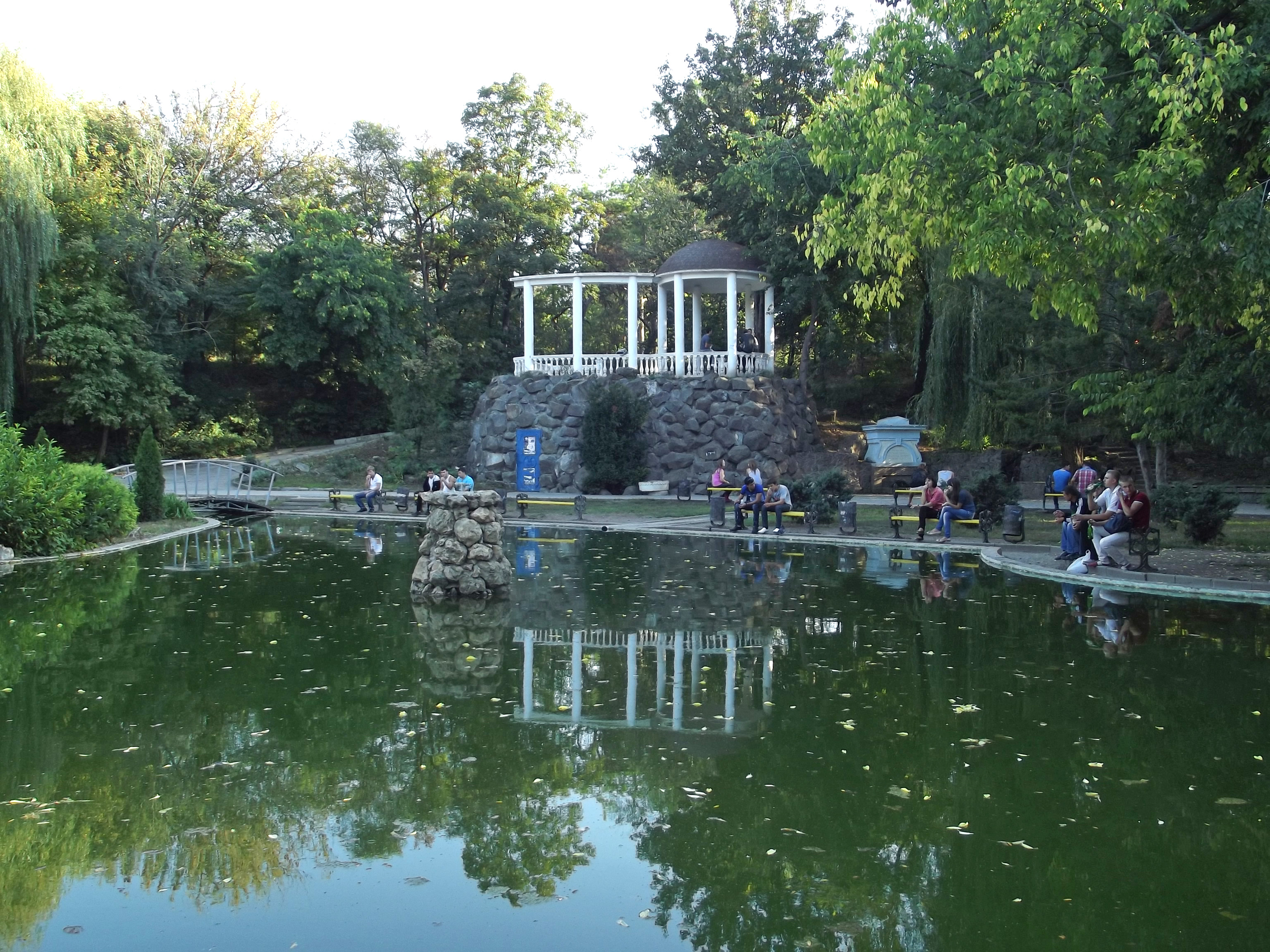
Екатерининский сад
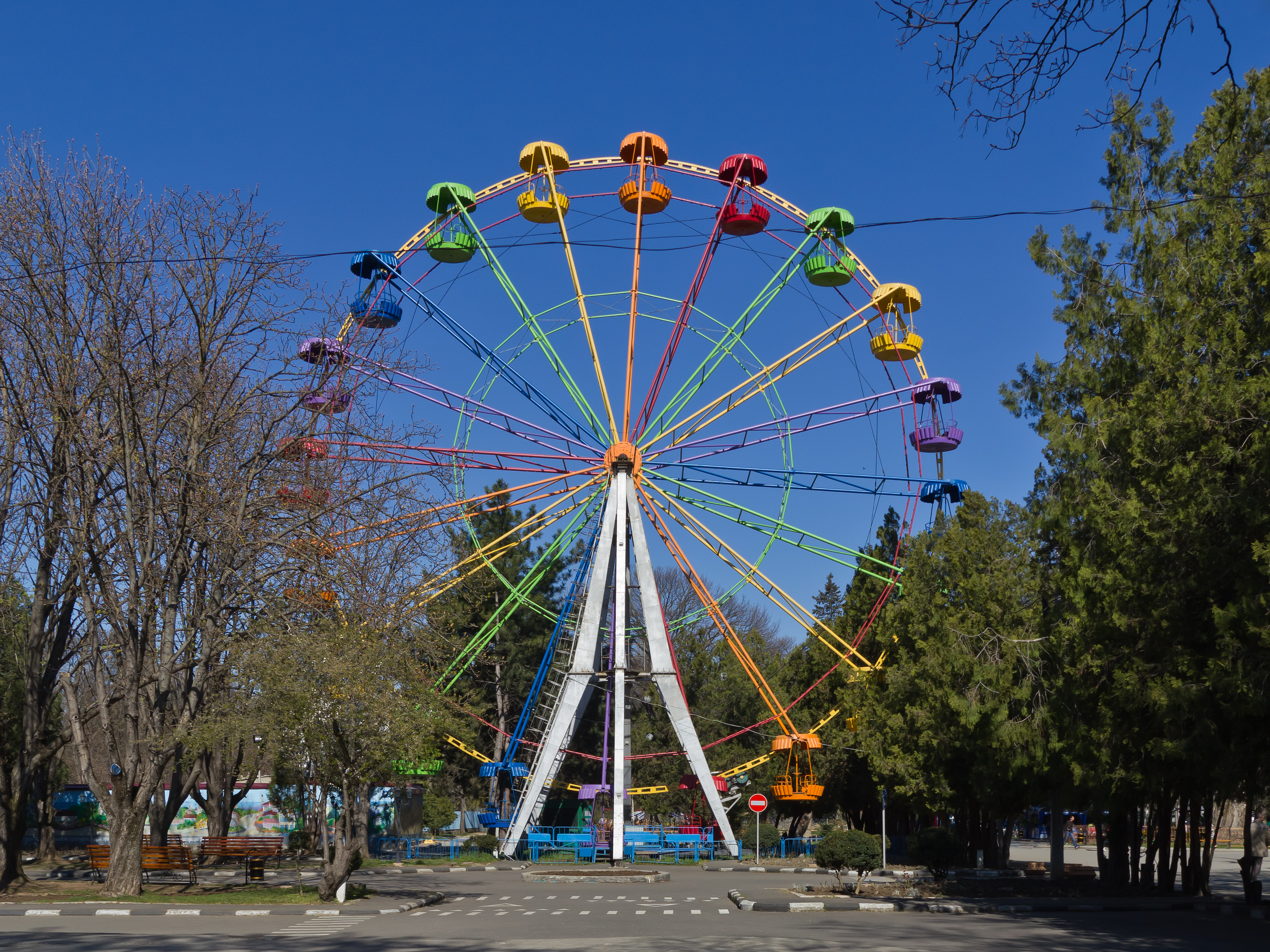
Детский парк
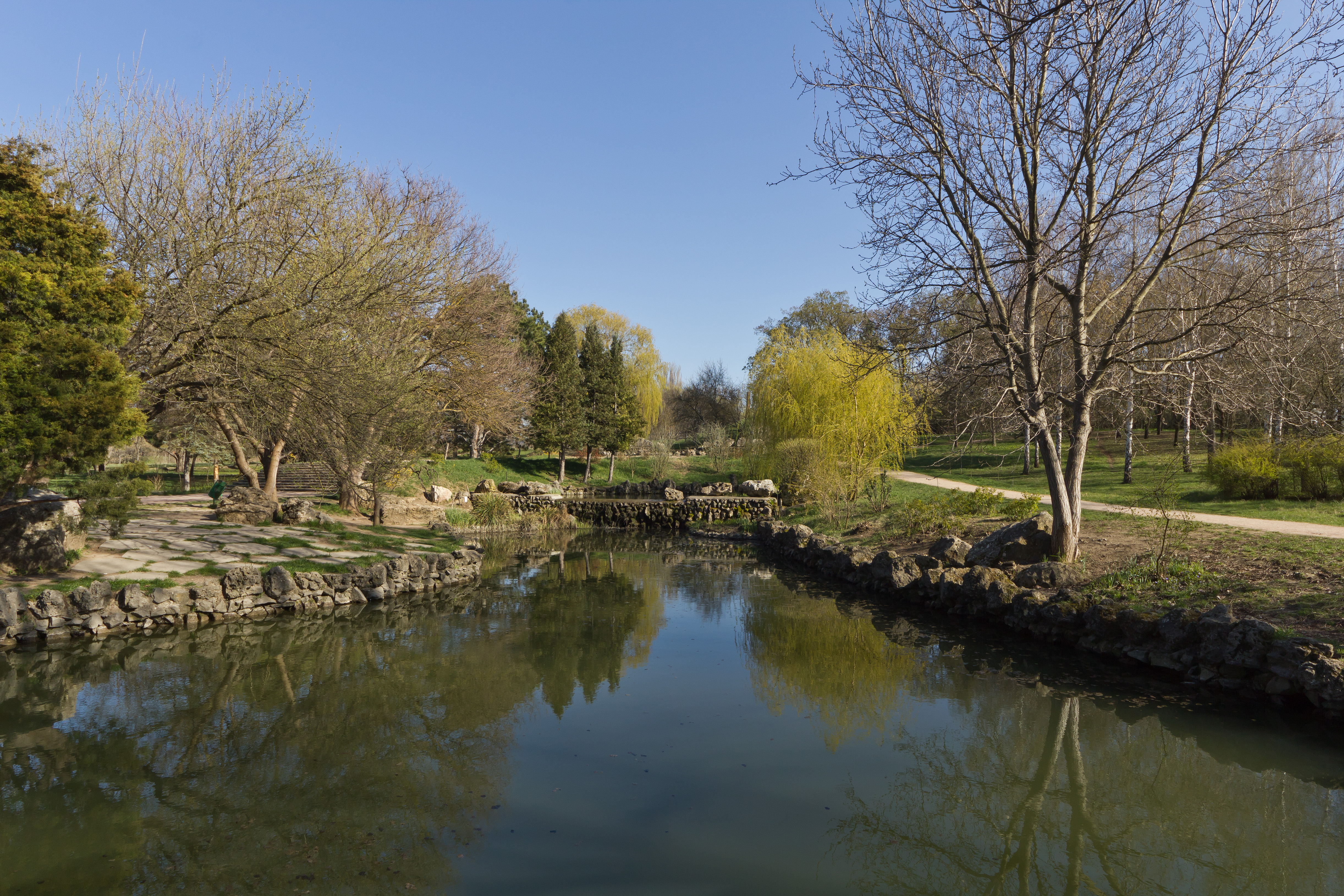
Ботанический сад КФУ имени Вернадского

## Улицы и площади города
В Симферополе находятся проспекты (3), шоссе (2), улицы (662), бульвары (2), переулки (227), проезды (25), заезды (3), спуски (4), тупики (15), а также площади (8) Симферополя.
Главной улицей города является проспект Кирова. Длиннейшие улицы — Киевская (6,2 км) и Севастопольская (6,15 км).
Интересный факт: при возвращении исторических названий центральным улицам Симферополя была допущена ошибка, в результате коей появилась улица имени Александра Невского (бывш. им. Розы Люксембург) тогда как историческое название — Александро-Невская улица (по названию одноимённого собора).

## Спортивные сооружения
На территории городского округа Симферополь, по данным на 2014 год, находилось 579 спортивных сооружений, в том числе 5 стадионов с трибунами, 249 плоскостных спортивных сооружений, 103 спортивных зала и 5 плавательных бассейнов.
Крупнейшим спортивным сооружением города является Республиканский спортивный комплекс «Локомотив», вмещающий 20 000 человек.
В Симферополе находится старейший велотрек на территории бывшего СССР и один из первых в Российской империи. Он был открыт в июне 1894 года на окраине города (ныне ул. Маяковского, 6). Реконструировался в 1930-х годах, а при реконструкции в 1955 году велотрек «Авангард» получил бетонное покрытие 333-метровой дорожки и её освещение. В 2007 году велотрек был снесён под предлогом реконструкции в крытый велотрек. Строительство спортивного комплекса не началось. В 2017 году в СМИ появилось информация о возможном возведении вместо велотрека торгового центра.
28 августа 2015 года в Симферополе по улице Гурзуфской открыт мобильный сборно-разборный велотрек, строительство которого началось 7 мая 2015 года.
7 ноября 2018 года на северной окраине города у городского кладбища началось строительство дворца водных видов спорта. Цена контракта составляет 1,032 млрд рублей. Общая площадь двухэтажного дворца водных видов спорта составит 18,7 тыс. м². После нескольких переносов окончания строительства, дворец водных видов спорта был открыт в марте 2023 года .

## Достопримечательности
- Долгоруковский обелиск — ул. В. Долгорукова, на площади перед храмом Александра Невского. Установлен в 1842 году в честь завоевания Крыма русским войсками в ходе русско-турецкой войны 1768—1774 годов. На этом месте в 1771 году находился штаб командующего русскими войсками генерала В. М. Долгорукого-Крымского. Неоднократно подвергался реконструкции. Является объектом культурного наследия Республики Крым регионального значения
- Памятник Екатерине II. Воссоздан в 2016 году, по образцу ранее существовавшего в городе памятника императрице. Высота монумента 10 метров.
- Памятник А. В. Суворову — на берегу реки Салгир (ул. Р. Люксембург, гостиница «Украина»). В 1777 и 1778—1779 годах здесь размещался укреплённый лагерь русских войск под командованием А. В. Суворова. Памятник (бюст) установлен в 1951, в 1984 заменён памятником, изображающим Суворова в полный рост на краю редута.
- Памятник В. И. Ленину — на площади Ленина. Скульптор — В. Г. Стамов, архитектор — В. В. Попов. Открыт в 1967 году. Является объектом культурного наследия Республики Крым регионального значения
- Памятник А. С. Пушкину — на углу улиц Пушкина и Горького. В сентябре 1820 года великий русский поэт, возвращаясь с Южного берега, посетил Симферополь. Скульптор — А. А. Ковалёв, архитектор — В. П. Мелик-Парсаданов. Установлен в 1967 году.
- Памятник Народному ополчению всех времён — на улице Гоголя напротив здания Совета министров Республики Крым. Открыт в 2016 году[83].
- Памятник «вежливым людям» — на углу улиц Серова и Карла Маркса. Открыт в 2016 году.
- Бюст Г. А. Потёмкина открыт 16 марта 2016 г. ко 2-й годовщине проведения референдума о статусе полуострова на ул. Горького (подарок от скульптурной мастерской «Аллея Российской Славы», руководитель Сердюков М. Л. г. Краснодар);
- Памятник Исмаилу Гаспринскому — памятник крымскотатарскому просветителю, издателю и политику, получившему известность и признание среди всего мусульманского населения Российской империи (скульптор — А. Э. Алиев)[84]. Является объектом культурного наследия Республики Крым регионального значения
- Памятник В. И. Ленину — на привокзальной площади. Скульптор — Н. П. Петрова. Установлен в 1961.
- Памятник Сергию Радонежскому — открыт 6 июня 2014 года на перекрестке улиц Карла Маркса и Жуковского.
- Монумент «Выстрел в спину» — монумент в память о советских гражданах, погибших от рук украинских националистов. Установлен на Советской площади города Симферополя (Крым). Открыт 14 сентября 2007 года.
- Бюст Д. И. Ульянова — в сквере на углу улиц Желябова и К. Либкнехта. Скульпторы — В. В. и Н. И. Петренко, Архитектор — Е. В. Попов. Установлен в 1971 году. Объект культурного наследия России.
- Памятник Тарасу Шевченко — у входа в парк им. Шевченко (ул. Севастопольская). Установлен в 1997 году как подарок Симферополю от города Калуш (Ивано-Франковская обл.). Является объектом культурного наследия Республики Крым регионального значения.
- Памятник-танк, установленный в сквере Победы 3 июня 1944 года[85] в память об освобождении Симферополя 13 апреля 1944 года частями 19-го танкового Краснознамённого Перекопского корпуса. В 2000-х годах из-за реконструкции сквера постамент с танком был демонтирован и перенесён на небольшое расстояние, ближе к зданию Госсовета РК. Является объектом культурного наследия Республики Крым регионального значения
- Памятник К. А. Тренёву — в сквере его имени (квадрат улиц Гоголя, Севастопольской, Самокиша и проспекта Кирова). Скульптор — Е. Д. Балашова. Установлен в 1958 году.
- Памятник братьям Айвазовским, пер. Совнаркомовский (у пл. Советской). Скульпторы — народный художник Армении Левон Токмаджян с сыновьями, архитектор — заслуженный архитектор Украины В. Кравченко. Установлен в 1999 году по инициативе и на средства армянского национального общества Крыма «Луис». Копия памятника находится у симферопольского ставка (Радиорынок).
- Памятник Стевенам на месте дома, где жил и работал X. X. Стевен, выдающийся русский ботаник, основатель Никитского ботанического сада (1820—1863 годы) — ул. Гурзуфская, на правом берегу Салгира, в парке «Салгирка».
- Мемориальная стела с горельефом П. Е. Дыбенко, первого наркомвоенмора Российской Советской Республики, — установлен там, где в 1919 году находился штаб Крымской Красной Армии (угол проспекта Кирова и Совнаркомовского переулка, сквер им. Дыбенко). Скульптор — Н. П. Петрова. Установлена в 1968 году.
- Обелиск на братской могиле красногвардейцев и подпольщиков, расстрелянных белогвардейцами (1918—1920 годы) — в Комсомольском сквере, между улицами Гоголя и Самокиша. Установлен в 1957 году.
- Памятник «Детям войны, погибшим в 1941—1945 г.г.»
- Мечеть Кебир-Джами, старейшее здание города, — ул. Курчатова, 4. Построена в 1508 году, перестраивалась в 1740 году и позднее.
- Торговый ряд конца XVIII — начала XIX века (лавки с колоннами) — ул. Одесская, 12.
- Дом, принадлежавший врачу Ф. К. Мильгаузену (1811—1820 годы) — ул. Киевская, 24. Единственный сохранившийся в Крыму дом в стиле «сельский ампир», характерном для начала XIX века.
- Комплекс бывшего загородного дома графа М. С. Воронцова — проспект Вернадского, 2 (парк «Салгирка»). Дом в стиле «ампир» с интересной росписью интерьера. Рядом — кухонный корпус, стилизованный под Бахчисарайский дворец. Архитектор — Ф. Эльсон. Оба здания построены в 1826 году.
- Усадьба академика Петра Симона Палласа — парк «Салгирка». Одноэтажное здание с выделенным двухэтажным центром и колоннадой было построено в 1797 году в стиле русского провинциального классицизма.
- Дом, в котором жил А. С. Грибоедов (1825 год) — пр. Кирова, 25.
- Дом, где жил Л. Н. Толстой (1854—1855 годы) — ул. Толстого, 4.
- Дом, в котором жил В. А. Жуковский (1837 год) — ул. Жуковского, 13.
- Здание бывшей Симферопольской мужской гимназии, где в 1855 году начал свою педагогическую деятельность Д. И. Менделеев, в 1912—1920 годах учился И. В. Курчатов, — ул. К. Маркса, 32. Воспитанниками гимназии в разные годы были: Г. О. Графтио, Н. С. Державин, Е. В. Вульф, Н. П. Тринклер, М. И. Чулаки, В. В. Кенигсон, И. К. Айвазовский, А. А. Спендиаров, Д. Н. Овсянико-Куликовский, Г. А. Тихов, Б. В. Курчатов.
- Палеолитическая стоянка в пещере Чокурча — ул. Луговая, рядом с рекой Малый Салгир. Стоянка первобытного человека, жившего 40—50 тысяч лет назад.
- Городище Неаполя Скифского, столицы позднескифского государства — на Петровских скалах, в районе ул. Тарабукина и ул. Воровского.
- Скифское городище Кермен-Кыр — на территории совхоза им. Ф. Э. Дзержинского.
- Могила Неизвестного солдата — в парке культуры и отдыха им. Ю. А. Гагарина. У могилы зажжён Вечный огонь. Памятник открыт к 30-летию Победы — 8 мая 1975 года. Автор проекта — архитектор Е. В. Попов.
- Странноприимный дом Таранова-Белозёрова — ул. К. Маркса, 28/10 («странноприимный дом для одиноких и больных воинов», ныне медицинское училище им. Д. И. Ульянова). Построен в 1826 году. Объект культурного наследия России.
- Шестисотлетний дуб «Богатырь Тавриды» — в Детском парке. Окружность ствола этого дерева — около 6 метров, диаметр кроны — 30 метров. Рядом несколько 300—500-летних дубов меньших размеров.
- Два двухсотлетних лондонских платана — в парке «Салгирка». Посажены П. С. Палласом в конце XVIII века.
- Пятиствольный каштан конский — посажен врачом Ф. К. Мюльгаузеном в 1812 году.
- «Узел трансформаторной подстанции и электрические столбы Симферопольской трамвайной линии» — памятник техники начала XX века. На углу улиц Пушкина и Гоголя.
- Один из домов химика ДеСерра, у которого бывал А. С. Пушкин — Кирова, 49.

### Кладбища
На территории муниципального образования городской округ Симферополь Республики Крым находится 17 кладбищ.
- Братское кладбище советских воинов, партизан и подпольщиков периода Великой Отечественной войны — на ул. Старозенитная. В разное время здесь похоронены командующий партизанским движением в Крыму А. В. Мокроусов, генерал-майор авиации И. П. Вилин, генерал-майор артиллерии Н. Г. Лебедовский, Герои Советского Союза генерал-лейтенант В. А. Горишный, генерал-майор С. В. Борзилов, капитан В. С. Новиков, капитан В. П. Трубаченко. Всего на кладбище 635 одиночных и 32 братские могилы.
- 1-е гражданское кладбище — ул. Объездная. Здесь похоронены академик батальной живописи Н. С. Самокиш, архиепископ Лука (Войно-Ясенецкий), известнейшая русская революционерка-большевичка Л. М. Книпович, комиссар огневой бригады 51-й дивизии И. В. Гекало, подпольщики[87] В. К. Ефремов, Н. А. Барышев, А. Ф. Перегонец, Игорь Носенко, Зоя Рухадзе, Леонид Тарабукин, Владимир Дацун, Евгения Дерюгина и многие другие участники борьбы против немецко-фашистских захватчиков. В разное время похоронены здесь участники русско-турецких войн, отважные защитники Севастополя 1854—1855 годов.

## Галерея

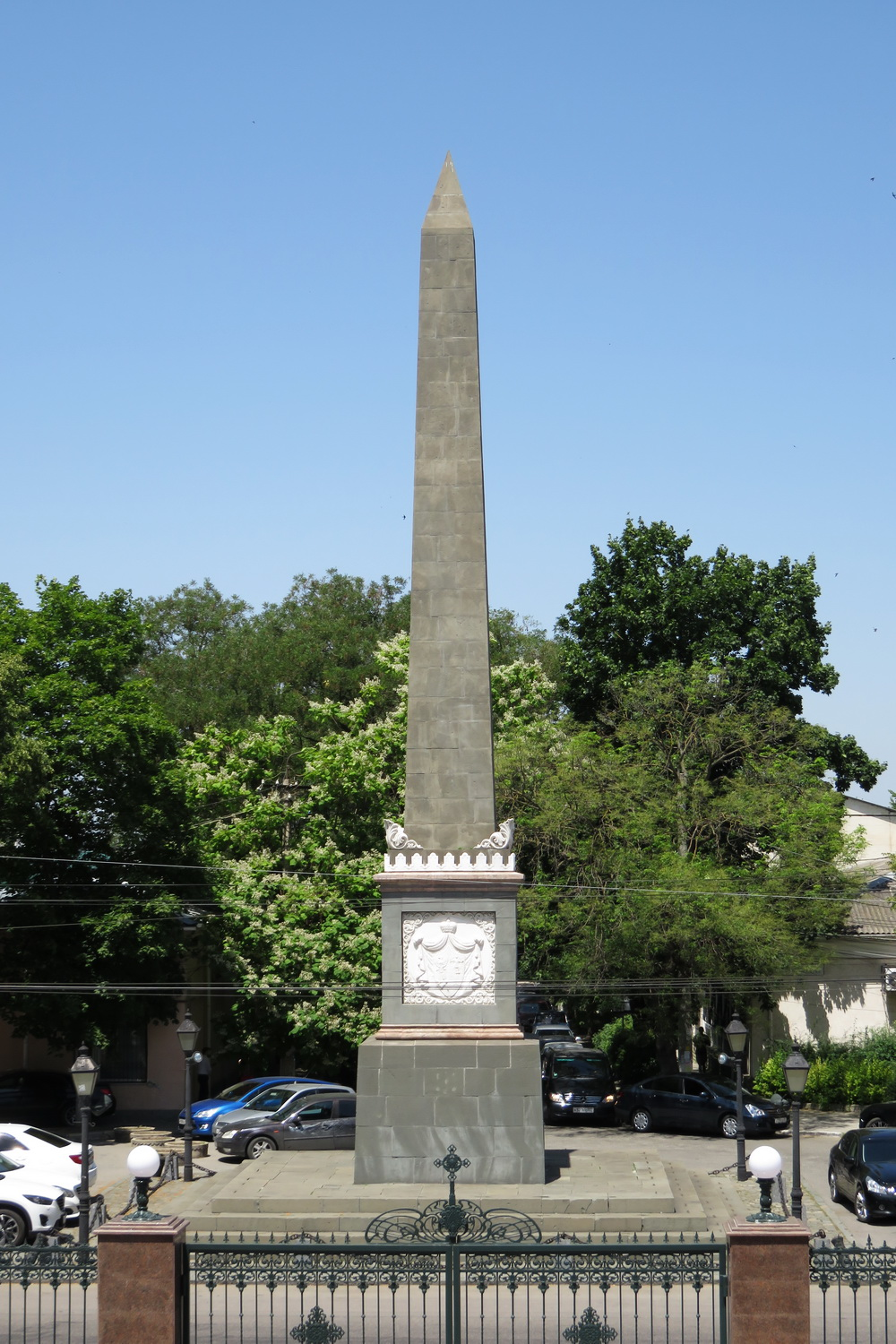
Долгоруковский обелиск 911710892530005
Памятник Екатерине II
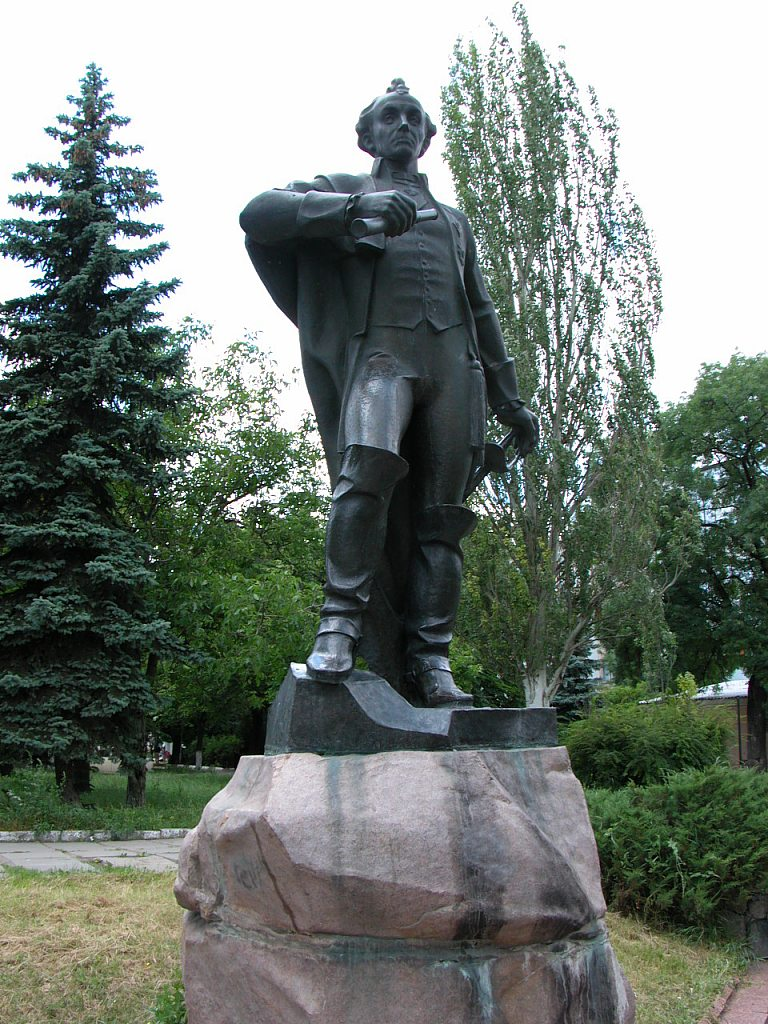
Памятник Суворову
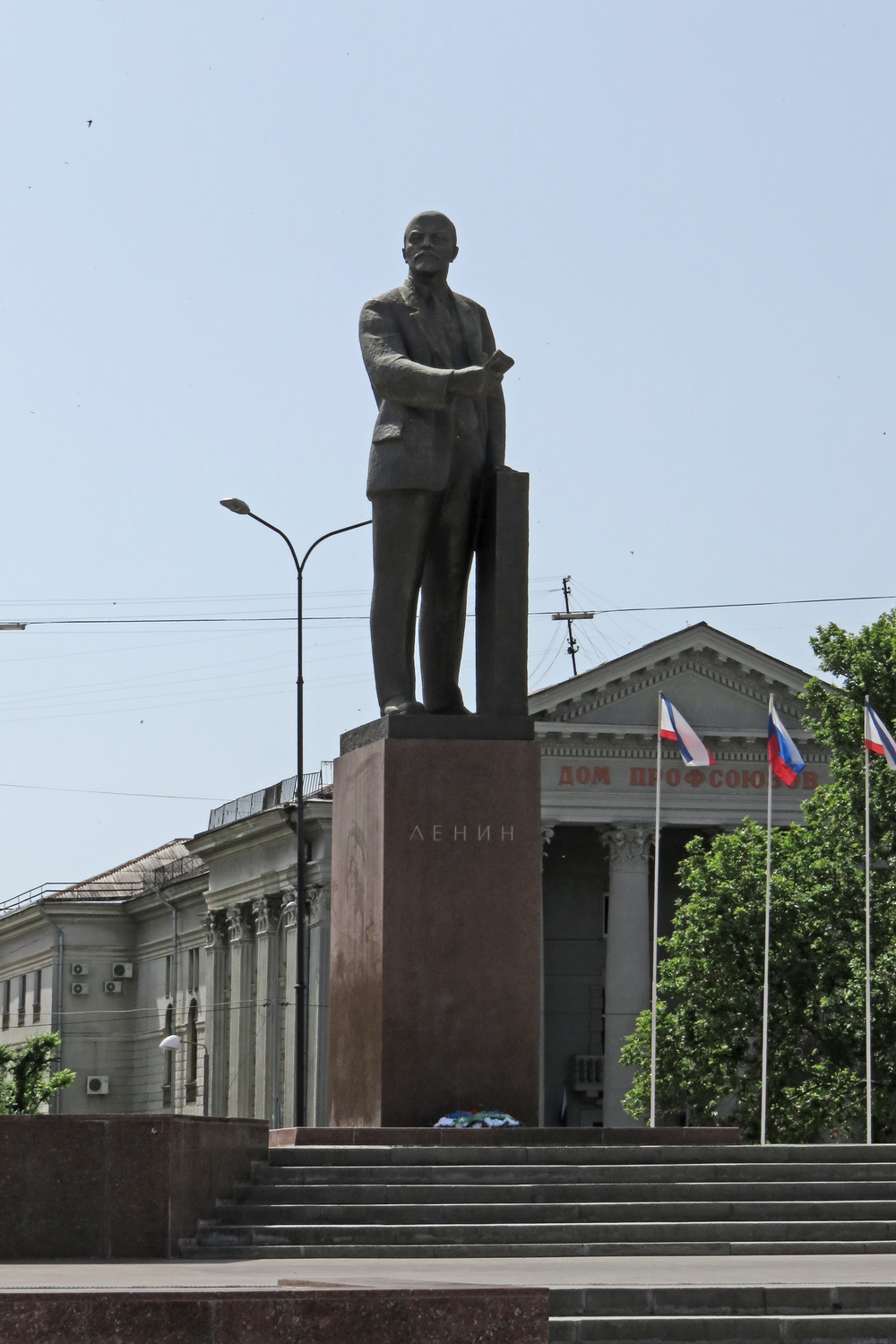
Памятник В. И. Ленину 911710883920005
Памятник «Вежливым людям»
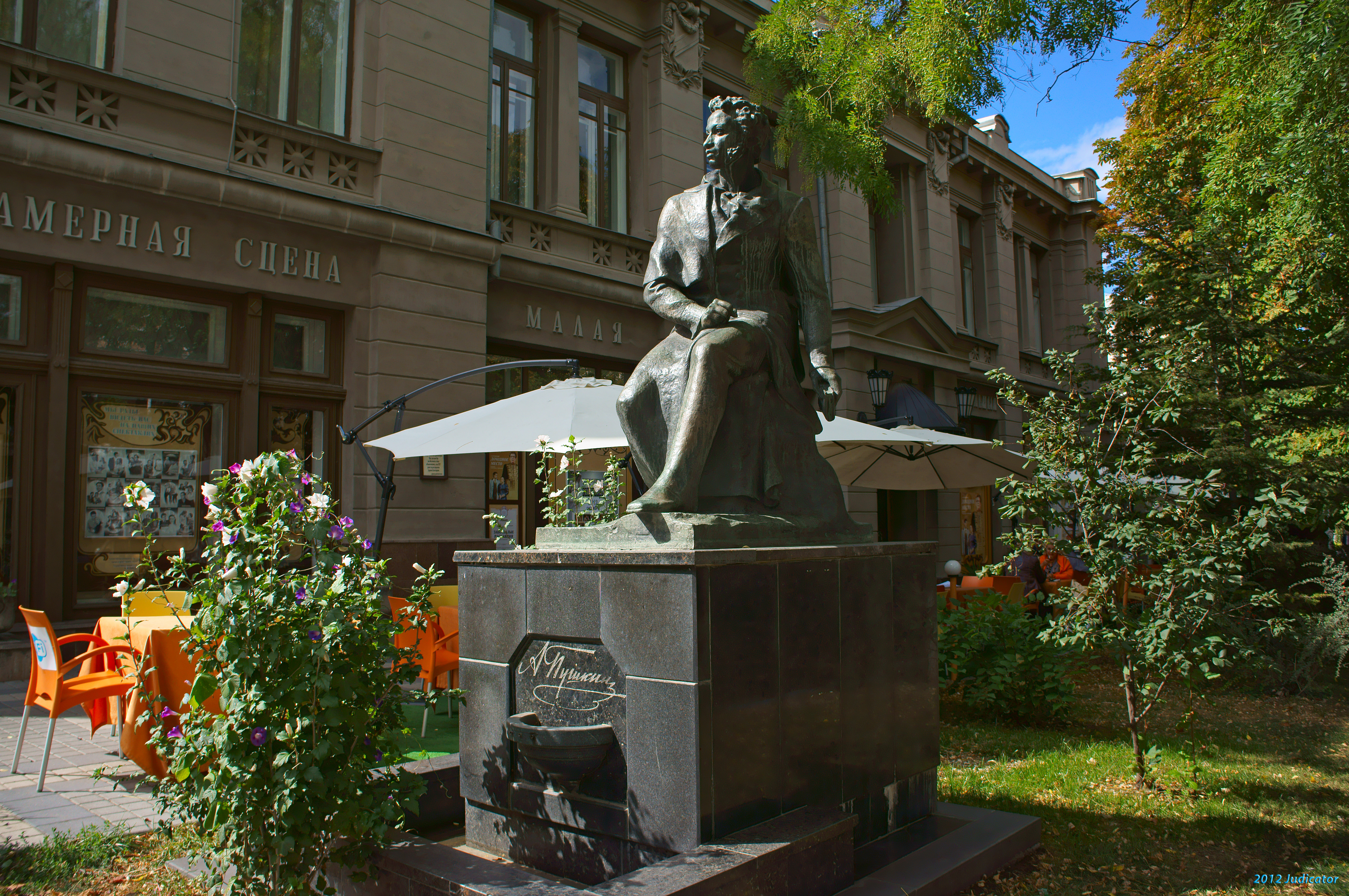
Памятник Пушкину
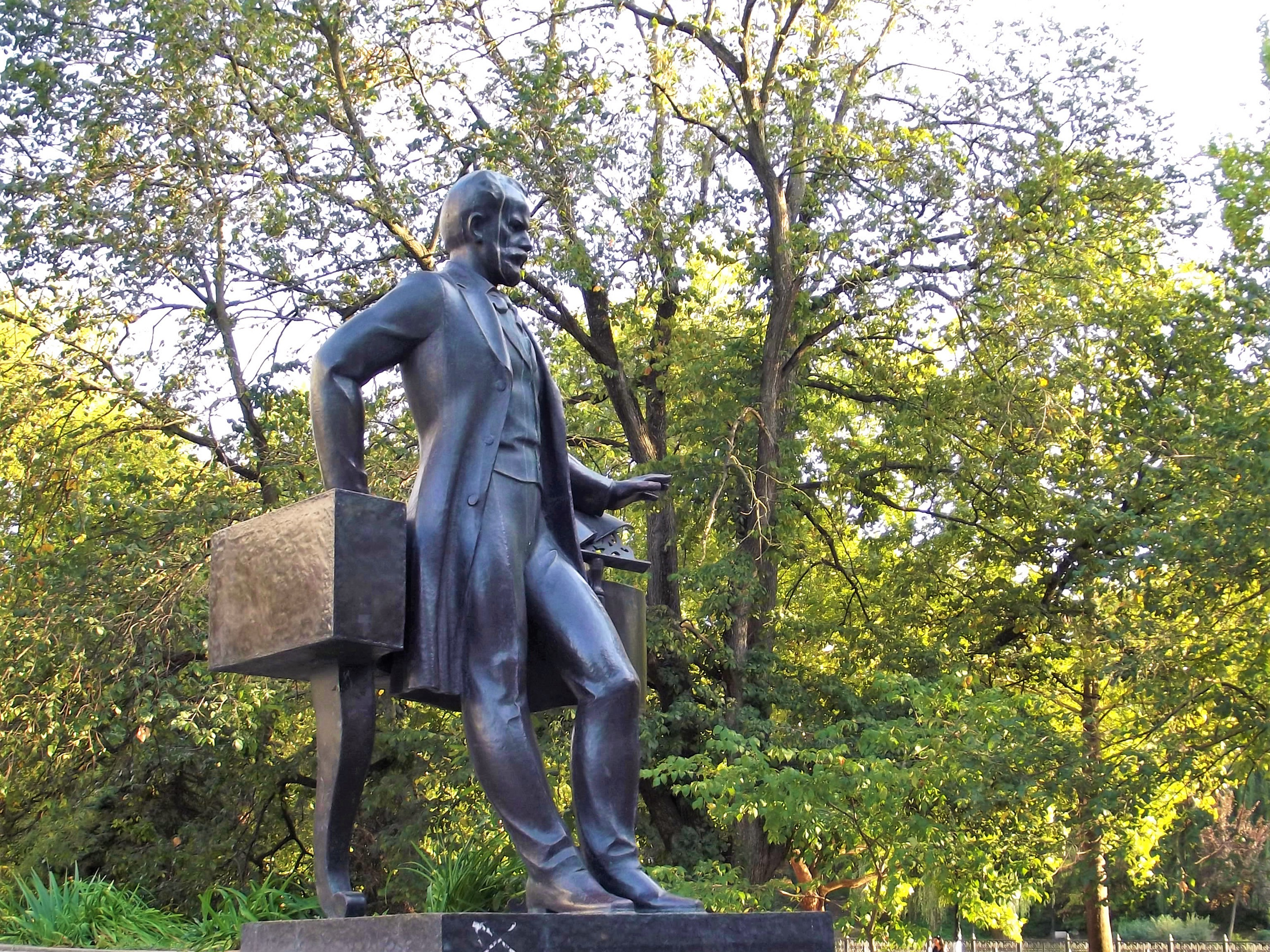
Памятник П. И. Чайковскому
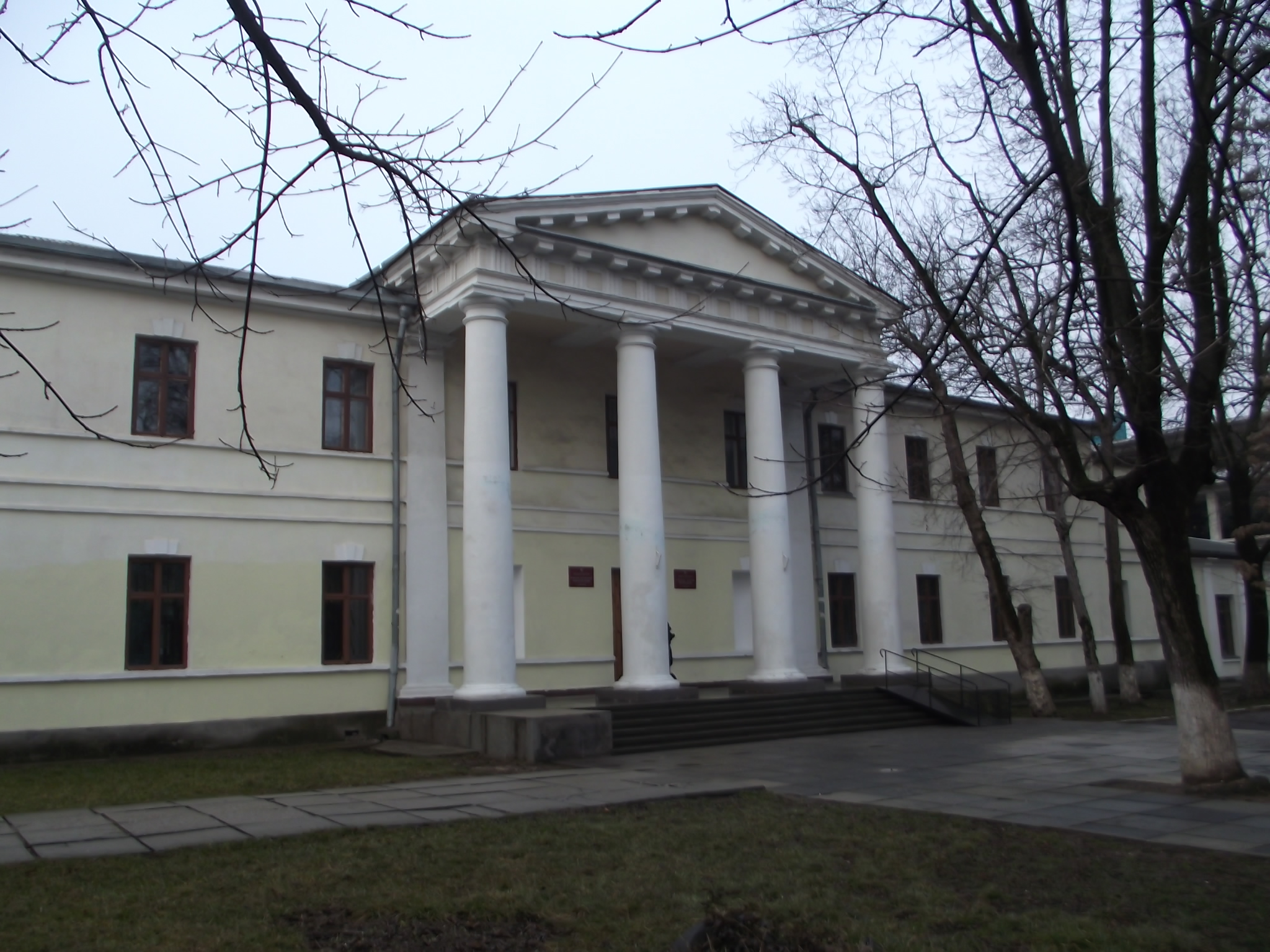
Дом Таранова-Белозёрова
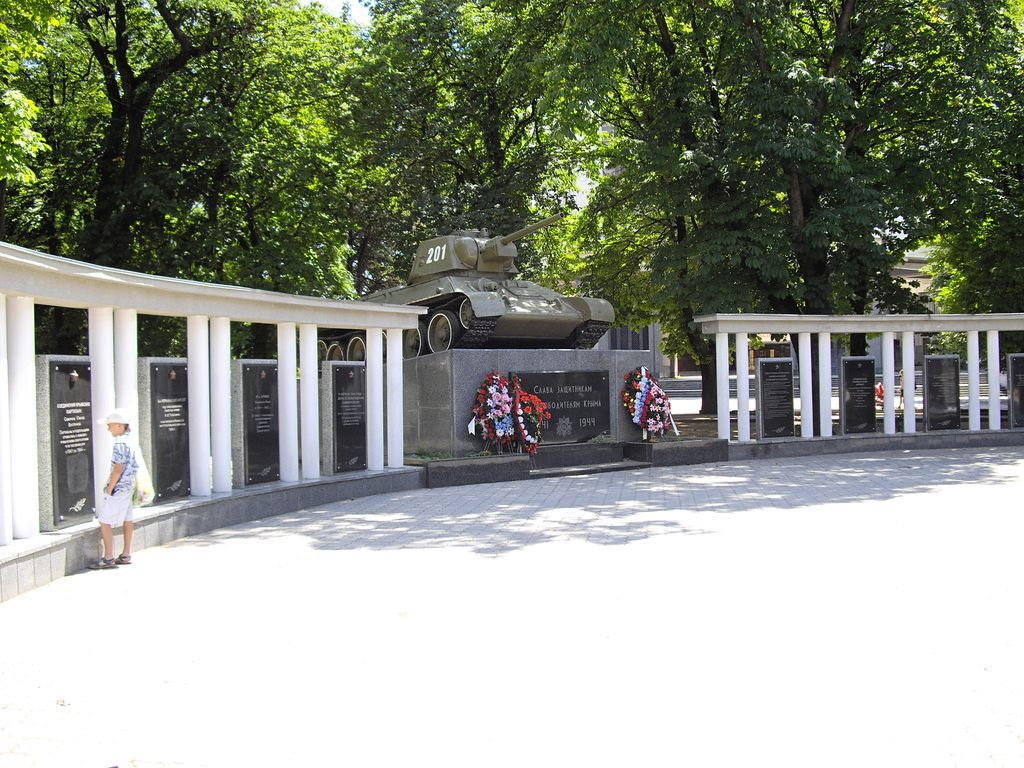
Памятник-танк в память об освобождении Симферополя

## Города-побратимы
- Падуя, Италия (2016)[h]
- Донецк, Украина[i] (2017)[88][j]
- Сейлем, штат Орегон, США[h]
- Кечкемет, Венгрия
- Хайдельберг, ФРГ
- Бурса, Турция
- Эскишехир, Турция (не ратифицирован)[89][90]
- Русе, Болгария
- Черновцы, Украина
- Керчь, Крым[a]
- Новочеркасск, Россия
- Грозный, Россия
- Иркутск, Россия
- Омск, Россия
- ЮЗАО, Москва
- Познань, Польша
- Санкт-Петербург, Россия[h]
- Ашкелон, Израиль
- Александруполис, Греция[h]

## Города-партнёры
- Улан-Удэ, Россия
- Ставрополь, Россия
- Уфа, Россия
- Косино-Ухтомский, район Москвы, Россия
- Йошкар-Ола, Россия
- Новокуйбышевск, Россия
- Мичуринск, Россия